# آيسلندا
جمهورية آيسلندا أو إسلندة أو أيسلند هي دولة جزرية أوروبية في شمال المحيط الأطلسي على الحافة وسط الأطلسي. يبلغ تعداد سكانها 389,990 نسمة ومساحتها الكلية 103,000 كم2. عاصمتها هي ريكيافيك وهي أكبر مدن البلاد، حيث أنها والمناطق الجنوبية الغربية موطن لأكثر من ثلثي سكان البلاد. آيسلندا بلد نشط بركانياً وجيولوجياً. يتألف بر البلاد من هضبة تتميز بحقول الرمال والجبال والأنهار الجليدية، بينما تصب العديد من الأنهار الجليدية في البحار عبر الأراضي المنخفضة. يقوم تيار الخليج بتلطيف مناخ آيسلندا مما يجعله معتدلاً ومناسباً للحياة رغم موقعها على حدود الدائرة القطبية الشمالية.
استناداً إلى لانتاناومابوك (كتاب الاستيطان) كان الزعيم النرويجي انجولفر ارنارسون أول من استوطن آيسلندا بشكل دائم في 874م. قام آخرون بزيارة الجزيرة قبل ذلك وبقوا فيها طوال الشتاء. خلال القرون التالية استوطن الجزيرة مهاجرون من الشعوب الشمالية والغالية. كانت الجزيرة منذ عام 1262 وحتى عام 1918 جزءاً من الملكية النرويجية والدانمركية بعد ذلك. اعتمد شعب الجزيرة حتى القرن العشرين على الزراعة وصيد السمك كثيرًا. في عام 1994 وقعت آيسلندا على اتفاقية التجارة الحرة الأوروبية وبالتالي دخل التنوع في الاقتصاد من صيد الأسماك حتى الخدمات الاقتصادية والمالية. وفقاً لتقرير حرية الصحافة تمتلك آيسلندا أكثر صحافة حرة في العالم.[بحاجة لمصدر]
الاقتصاد الآيسلندي هو اقتصاد سوق حر ذو ضرائب منخفضة مقارنة ببقية دول منظمة التعاون والتنمية الاقتصادية، بينما تحافظ على نظام الرعاية الاجتماعية في البلدان الشمالية موفرة بذلك الرعاية الصحية المجانية للجميع والتعليم وصولاً للتعليم الثالثي. أصبحت آيسلندا في السنوات الأخيرة واحدة من أغنى وأكثر البلدان تقدماً في العالم. في عام 2010 صنفت في المرتبة 14 بين دول العالم المتقدمة وفقاً لتقرير التنمية البشرية الصادر عن الأمم المتحدة، ورابع أكبر بلد منتج حسب الفرد في العالم. في عام 2008 انهار النظام المصرفي الآيسلندي في أزمة مالية، مما سبب انكماشاً اقتصادياً كبيراً واضطراباً سياسياً مرافقاً.
المجتمع الآيسلندي متقدم تقنياً، بينما تقوم الثقافة الآيسلندية على تراث شعوب الشمال، حيث أن معظم الآيسلنديين من أصل شمالي (خاصة غرب النرويج) ومن الشعوب الغاليكية. اللغة الآيسلندية من اللغات الجرمانية الشمالية وهي قريبة جداً للغة الفارو وبعض اللهجات النرويجية الغربية. يشمل التراث الثقافي للبلاد الشعر والمطبخ التقليدي والساغا الآيسلندية القروسطية. آيسلندا حالياً أصغر بلدان الناتو من حيث تعداد السكان وهي الوحيدة من دون جيش حاضر.

## التاريخ

### استيطان الجزيرة وتشكيل الاتحاد (874-1262)

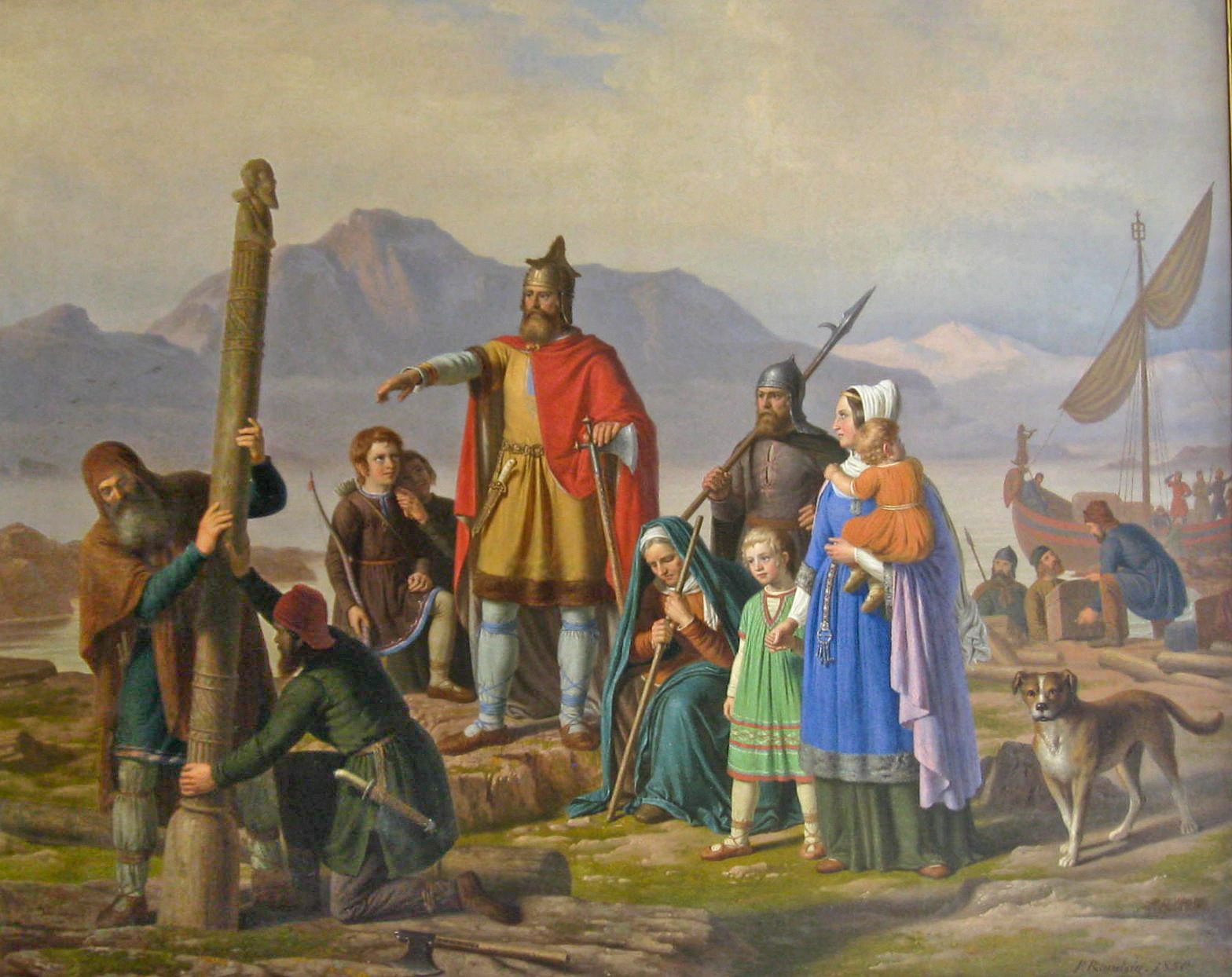
إنجولفور ارنارسون، أول مستوطن نرويجي دائم لجزيرة آيسلندا

تشير إحدى النظريات إلى أن أول من زار آيسلندا هم أعضاء بعثة هيبرنية اسكتلندية أو رهبان يعرفون أيضاً باسم بابار والذين وصلوا الجزيرة في القرن الثامن الميلادي، على الرغم من أن الاكتشافات الأثرية لا تدعم هذه الفرضية. يعتقد بمغادرة الرهبان مع وصول أهل الشمال، الذين استوطنوا الجزيرة بشكل منظم تقريباً بين 870-930 م. بينما تشير نتائج فحوص الكربون أن الجزيرة قد تكون مأهولة منذ أوائل النصف الثاني من القرن السابع الميلادي.
أول المستوطنين الدائمين للجزيرة هو الزعيم النرويجي إنجولفور ارنارسون والذي بنى له منزلاً في ريكيافيك في العام 874. تلا انغولفور العديد من المهاجرين الآخرين، والذين كانوا إلى حد كبير من أهل الشمال وعبيدهم الأيرلنديين. بحلول العام 930 جرى تملك معظم الأراضي الصالحة للزراعة وتأسس ألثنغ وهو برلمان تشريعي وقضائي كمركز سياسي للرابطة الآيسلندية. اعتمدت المسيحية حوالي 999-1000. استمرت الرابطة حتى عام 1262 عندما فشل النظام الذي وضعه المستوطنون الأوائل في التعامل مع القوة المتزايدة للزعماء الآيسلنديين.

### العصور الوسطى والفترة الحديثة المبكرة (1262-1814)

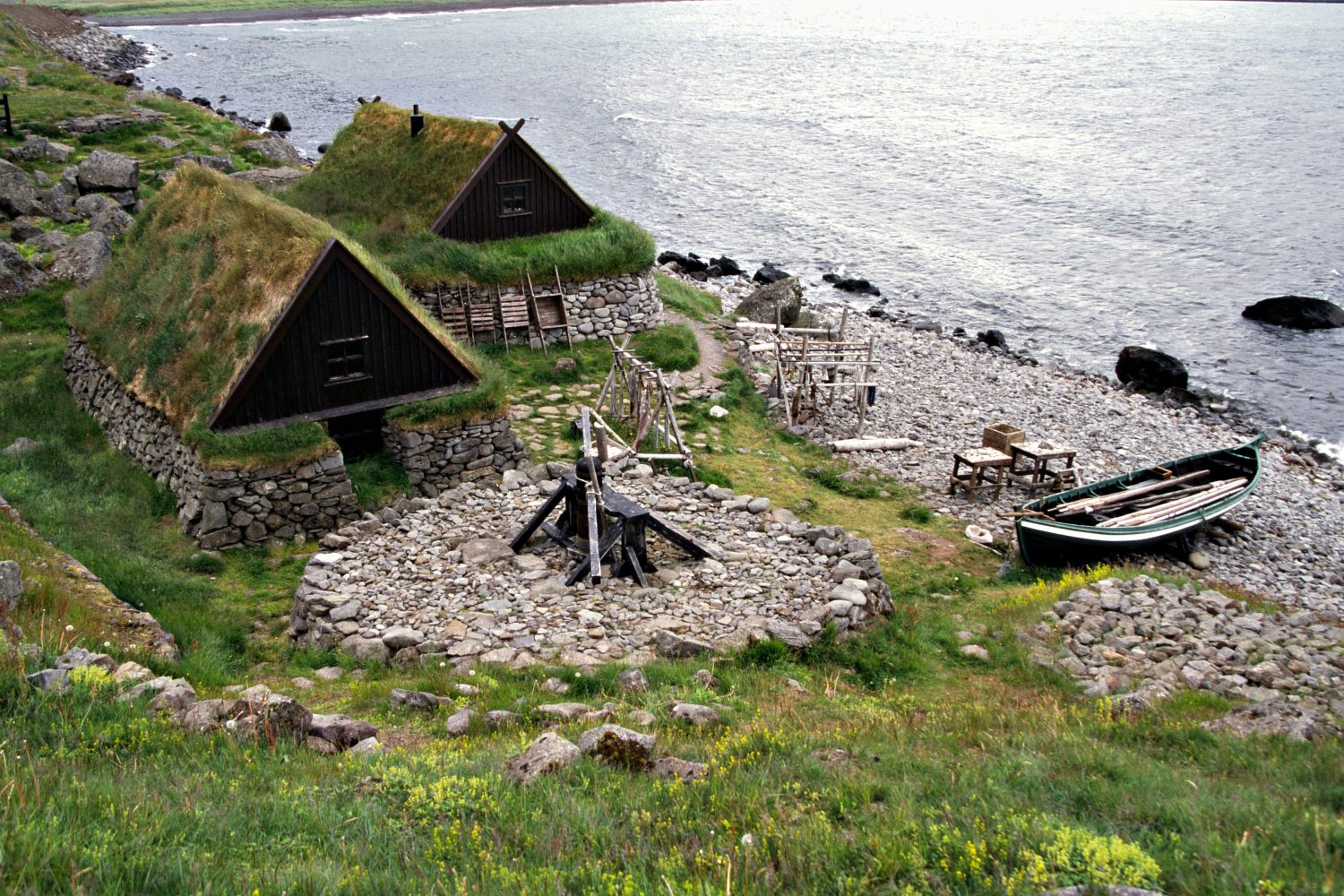
أسفور وهي نسخة عن موقع صيد أسماك قديم في بولنغارفيك.

أدت الصراعات الداخلية والحروب الأهلية في عصر ستورلونغ إلى التوقيع على العهد القديم في 1262، والذي أخضع آيسلندا للتاج النرويجي. انتقلت آيسلندا لتبعية الدنمارك والنرويج حوالي 1380 عندما اتحدت ممالك النرويج والدنمارك والسويد في اتحاد كالمار. في القرون التالية، أصبحت آيسلندا واحدة من أفقر البلدان في أوروبا. عانت الجزيرة من عقم التربة والثورات البركانية إضافة إلى المناخ القاسي حيث اعتمد المجتمع بالكامل تقريباً على زراعة الكفاف. اكتسح الموت الأسود آيسلندا في 1402-1404 و1494-1495  وقضى في كل مرة على نحو نصف عدد السكان.
في حوالي منتصف القرن السادس عشر، بدأ الملك كريستيان الثالث ملك الدنمارك بفرض اللوثرية على جميع رعاياه. قطع رأس آخر الأساقفة الكاثوليك في آيسلندا (قبل 1968)، يون أراسون، عام 1550 مع اثنين من أبنائه. أصبحت البلاد لاحقاً لوثرية تماماً. منذ ذلك الحين ظلت اللوثرية الدين السائد. فرضت الدنمارك في القرنين السابع عشر والثامن عشر قيوداً تجارية قاسية على آيسلندا، بينما تعرضت سواحلها لهجمات القراصنة. قضى وباء الجدري الكبير في القرن الثامن عشر على نحو ثلث السكان. وفي عام 1783 انفجر بركان لاكي مسبباً آثاراً مدمرة. في السنوات التي أعقبت الانفجار والمعروفة باسم ضباب المصاعب، شهدت وفاة أكثر من نصف الثروة الحيوانية في البلاد وتلاها مجاعة قضت على ربع السكان تقريباً.

### حركة الاستقلال (1814-1918)
في عام 1814، وبعد الحروب النابليونية، تفككت مملكة الدنمارك والنرويج إلى مملكتين منفصلتين عن طريق معاهدة كييل. بقيت آيسلندا تبعية دنماركية. طوال القرن التاسع عشر تواصل تدهور مناخ البلاد مما أدى إلى هجرة جماعية إلى العالم الجديد ولا سيما إلى مانيتوبا في كندا. غادر حوالي 15,000 من أصل مجموع السكان البالغ عددهم 70,000 نسمة. مع ذلك، تم احياء الوعي الوطني مستوحى من الأفكار الرومانسية والقومية القادمة من أوروبا القارية، وبرزت حركة استقلال آيسلندية بقيادة يون سيغوردسون. في 1874، منحت الدنمارك آيسلندا دستوراً وسيادة محدودة تم توسيعها في 1904.

### مملكة آيسلندا (1918-1944)
وقع قانون الاتحاد وهو اتفاق مع الدنمارك في 1 ديسمبر 1918، ويسري مفعوله لمدة 25 عاماً يعترف بآيسلندا كدولة ذات سيادة كاملة ضمن الاتحاد الشخصي في ذات ملك الدنمارك. أصبح وضع آيسلندا مقارناً بالبلدان التي تنتمي إلى عالم الكومنولث البريطاني. تملكت حكومة آيسلندا زمام شؤونها الخارجية وأنشئت سفارة لها في كوبنهاغن. مع ذلك، طلبت من الدنمارك تنفيذ السياسة الخارجية الآيسلندية مع البلدان الأخرى غير الدنمارك. حملت السفارات الدانماركية في مختلف أنحاء العالم حينها شعاري نبالة وعلمين اثنين لمملكتي الدانمارك وآيسلندا.
خلال الحرب العالمية الثانية، انضمت آيسلندا إلى الدنمارك في إعلان الحياد. لكن بعد الاحتلال الألماني للدانمارك في 9 أبريل 1940، أعلن البرلمان الآيسلندي (آلتنغي) أن الحكومة الأيسلندية تتحمل واجبات الملك الدنماركي وتنفذ الشؤون الخارجية والمسائل الأخرى التي تضطلع بها الدنمارك بناء على طلب من آيسلندا. بعد شهر من ذلك احتلت القوات المسلحة البريطانية آيسلندا منتهكة الحياد الآيسلندي. في عام 1941، انتقلت السيطرة على آيسلندا إلى الولايات المتحدة لتتمكن بريطانيا من استخدام قواتها في أماكن أخرى.
في 31 ديسمبر 1943، انتهت صلاحية اتفاق قانون الاتحاد، صوت الآيسلنديون في 20 مايو 1944 في استفتاء دام أربعة أيام على الاستمرار في الاتحاد الشخصي مع ملك الدنمارك أو إقامة الجمهورية. كانت نتيجة التصويت 97 ٪ لصالح إنهاء الاتحاد و95 ٪ لصالح الدستور الجمهوري الجديد. أصبحت آيسلندا رسمياً جمهورية في 17 يونيو 1944 مع سفين بيورنسون كأول رئيس للبلاد.

### جمهورية آيسلندا (1944-الحاضر)

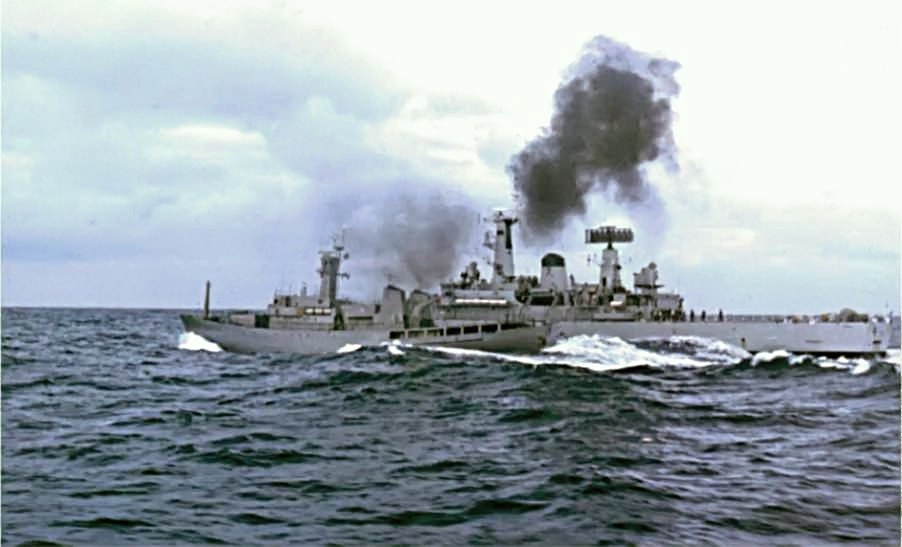
اصطدام عسكري بين الزوارق الحربية البريطانية والآيسلندية خلال حروب القد

في عام 1946، غادرت قوات الحلفاء آيسلندا والتي أصبحت رسمياً عضواً في حلف شمال الأطلسي يوم 30 مارس 1949 وسط جدل داخلي وأعمال شغب. في 5 مايو 1951، تم التوقيع على اتفاقية دفاع مع الولايات المتحدة. عادت القوات الأميركية إلى آيسلندا كقوة الدفاع الآيسلندية وظلت طوال الحرب الباردة، لتترك في النهاية في 30 سبتمبر 2006.
أعقب الفترة المباشرة ما بعد الحرب نمو اقتصادي كبير، مدفوعاً بالتصنيع في صناعة صيد الأسماك وبرنامج مساعدات مارشال. تميزت فترة السبعينات بنزاعات القد مع المملكة المتحدة بشأن توسيع آيسلندا لحدود الصيد التابعة لها. جرى تنويع الاقتصاد إلى حد كبير وتحريره عندما انضمت آيسلندا إلى المنطقة الاقتصادية الأوروبية في 1994.
خلال الفترة بين 2003-2007، تطورت آيسلندا من أمة اشتهرت بصناعة الصيد إلى دولة تقدم خدمات مالية متطورة، لكنها تأثرت بشدة جراء الأزمة المالية العالمية عام 2008 مع امتداد في 2009. أدت الأزمة إلى أكبر هجرة من آيسلندا منذ 1887.

## الجغرافيا

خريطة طبوغرافية عامة لآيسلندا

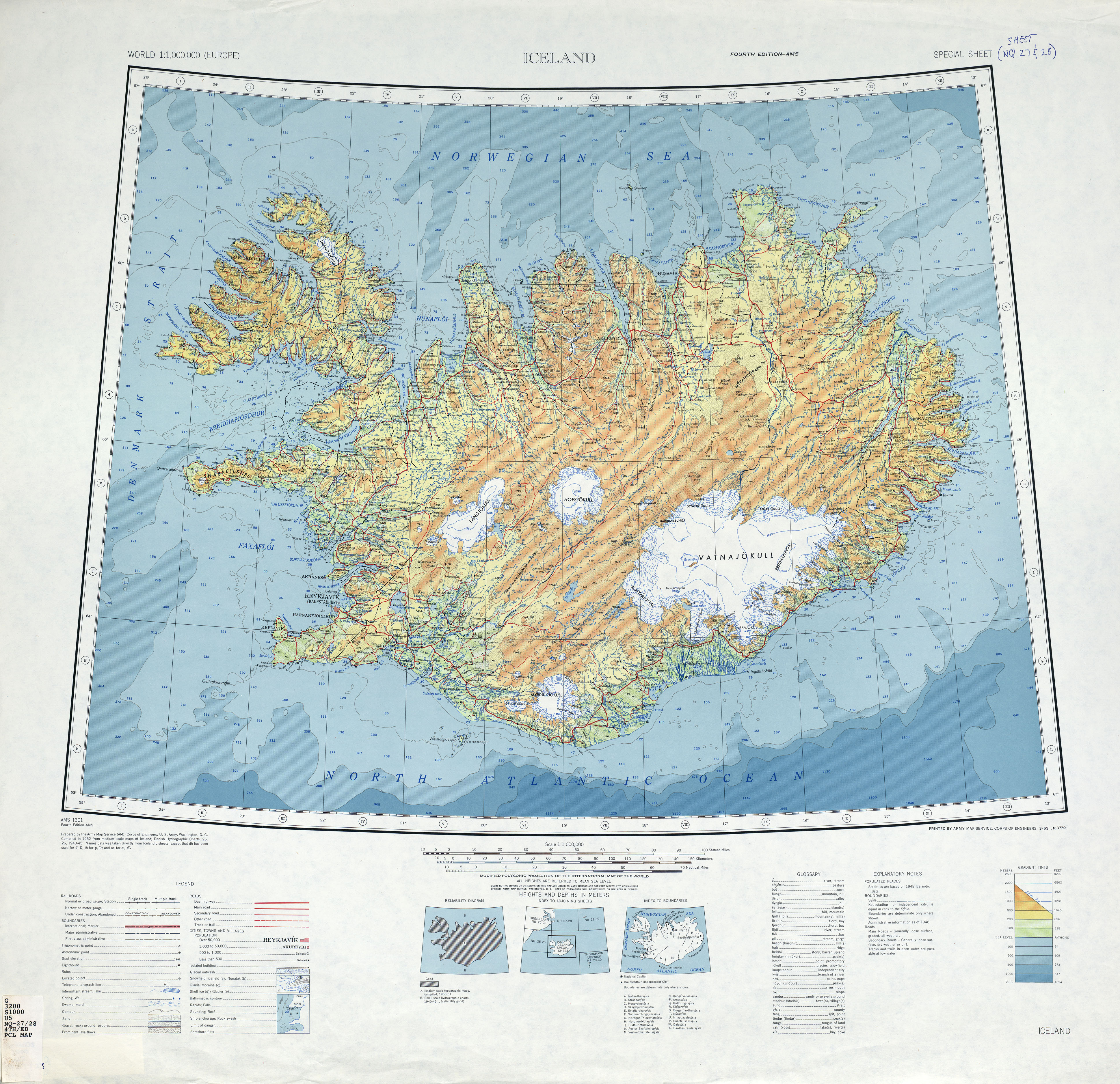
خريطة طبوغرافية تاريخية 1952، لا تعكس التغيرات الحديثة والتبدلات الجيولوجية

تقع آيسلندا في شمال المحيط الأطلسي إلى الجنوب مباشرة من الدائرة القطبية الشمالية والتي تمر عبر جزيرة غريمسي الصغيرة والتي تقع قبالة الساحل الشمالي لآيسلندا. خلافاً للجزيرة المجاورة غرينلاند فإن آيسلندا تتبع أوروبا وليس أمريكا الشمالية، على الرغم من أنها تقع على الصفيحتين الجيولوجيتين لكلتا القارتين. أقرب كتل اليابسة منها هي غرينلاند (287 كم - 178 ميل) وجزر الفارو (420 كم - 261 ميل). أما أقرب مسافة بينها وبين أوروبا القارية فهي 970 كم (603 ميل) عن النرويج.
آيسلندا هي الجزيرة رقم 18 من حيث المساحة، وثاني أكبر جزيرة في أوروبا بعد بريطانيا العظمى. تبلغ مساحة الجزيرة الرئيسية 101,826 كيلومتر مربع، إلا أن المساحة الكلية للبلاد تقدر بنحو 103,000 كم2 أي (39,768.5 ميل مربع)، يغطي 62.7 ٪ من مساحتها التندرا، توجد نحو 30 جزيرة صغيرة في آيسلندا بما في ذلك جزيرة غريمسي وأرخبيل فيستمانايار. تغطي البحيرات والأنهار الجليدية 14.3٪ من المساحة بينما 23 ٪ فقط من المساحة الكلية مغطى بغطاء نباتي. أكبر البحيرات هي بوريسفاتن (خزان مائي): 83-88 كم2 (32.0-34.0 ميل مربع) وبينغفالافاتن: 82 كم2 (31.7 ميل مربع) كما توجد بحيرات أخرى هامة منها لوغورين وميفاتن. أما بحيرة أوسكجوفاتن فهي أعمق بحيرة حيث يقدر العمق بنحو 220 مترًا (722 قدم).
تعتبر آيسلندا جيولوجياً جزءاً من حيد منتصف الأطلسي، ويرجع وجود آيسلندا فوق مستوى البحر إلى موقعها في الحيد، حيث تتكون القشرة المحيطية ثم تتمدد لتحل محلها قشرة محيطية أخرى. من الناحية التكتونية فإن آيسلندا لا تنتمي لأوروبا أو أمريكا الشمالية، حيث أنها نتجت من ارتفاع القشرة عند التقاء الصفائح التكتونية وليست على الأرض القارية.
تشكل الخلل 4,970 كم من الخط الساحلي الطويل لآيسلندا حيث تقع معظم المستوطنات. أما داخل الجزيرة فيضم مرتفعات تعد مزيجاً غير صالح للسكن من الرمال والجبال الباردة. المدن الكبرى هي العاصمة ريكيافيك والبلدات المحيطة بها مثل كوبافغور وهافنرفيوردور وغاردابير وريكيانسبير (حيث يقع المطار الدولي) وأكوريري في شمالي الجزيرة. بينما تقع جزيرة غريمسي إلى جنوب الدائرة القطبية وهي أكثر المناطق المأهولة بالسكان باتجاه الشمال. يوجد في آيسلندا ثلاثة حدائق وطنية هي: فاتنايوكول وسنيفيلزيوكول وبنجفيلير.

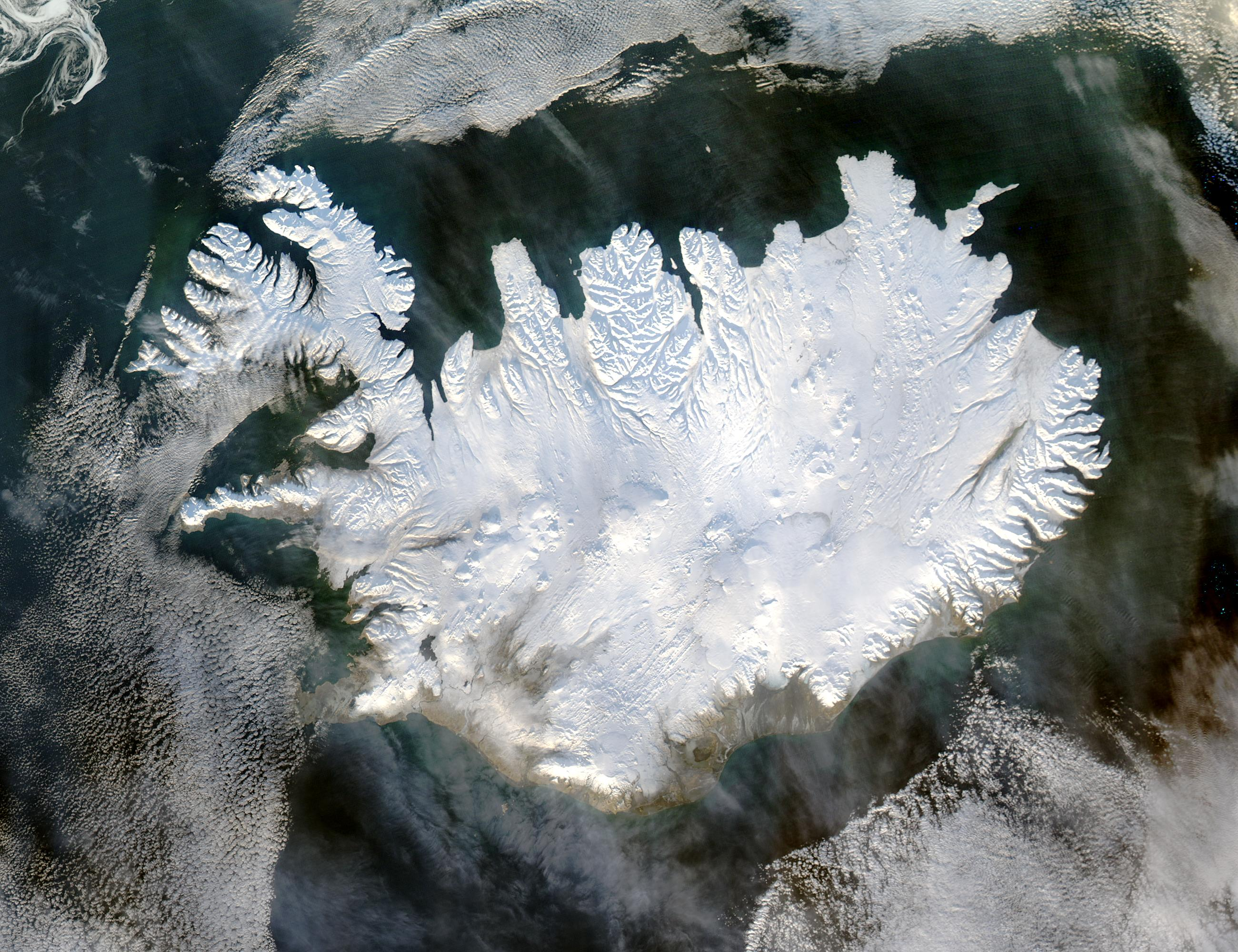
آيسلندا من الفضاء في 29 يناير 2004
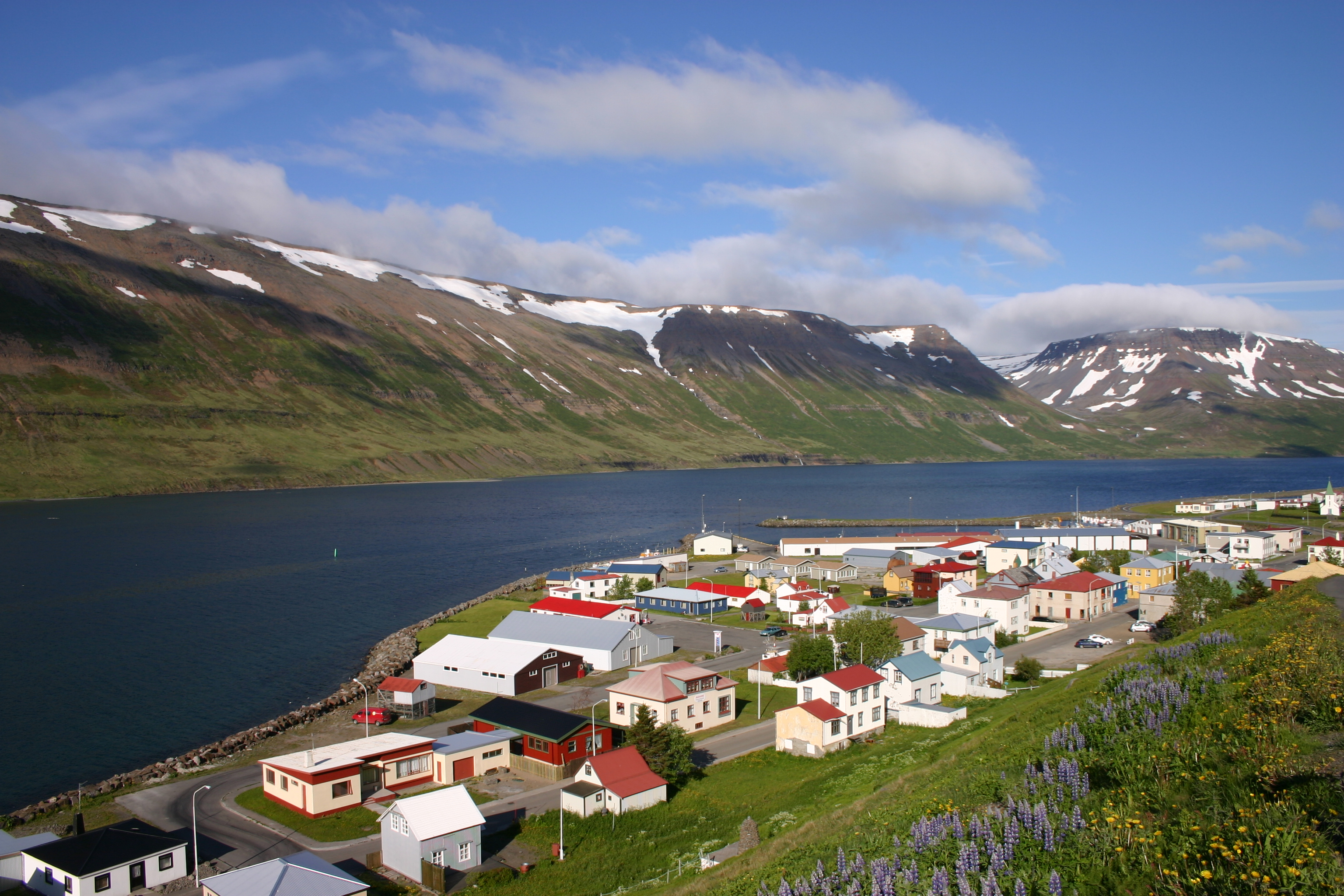
سوديوريري
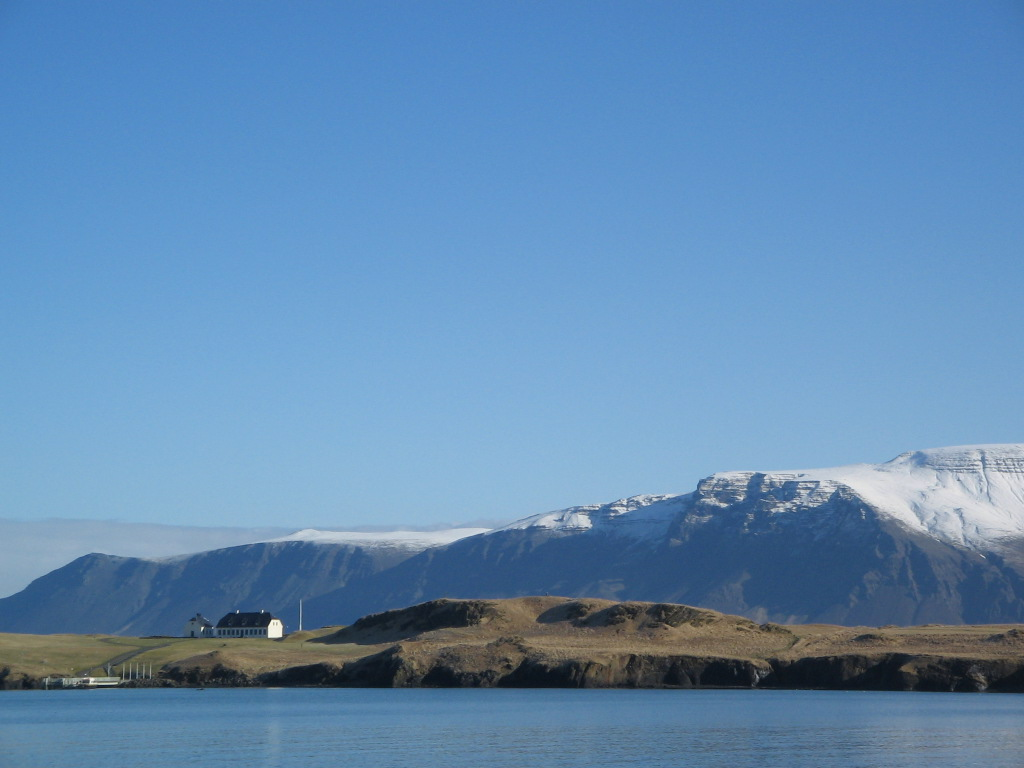
فيدي وتظهر إسيان في الخلفية
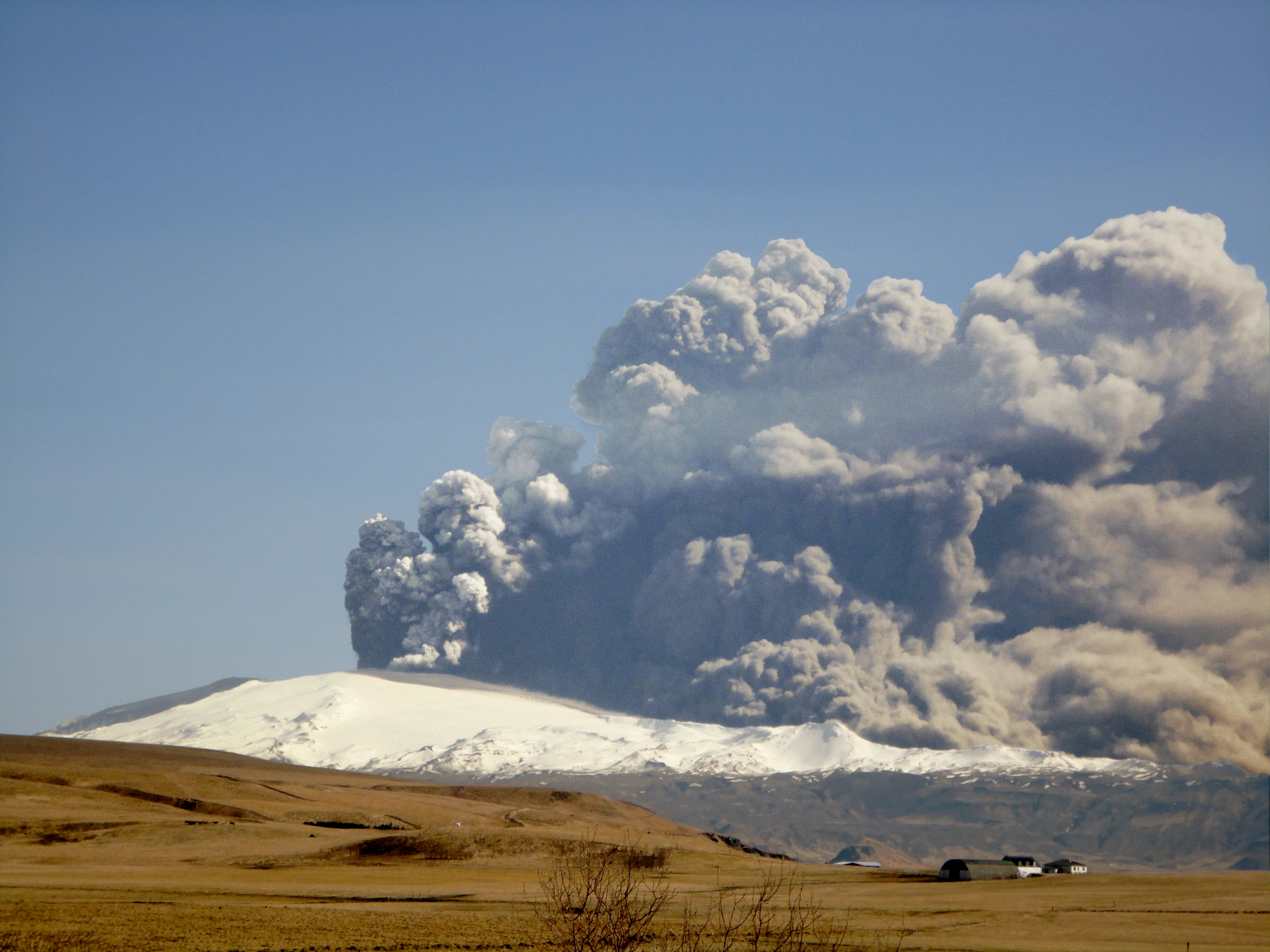
ثوران بركان أيافيالايوكول

### النشاط الجيولوجي

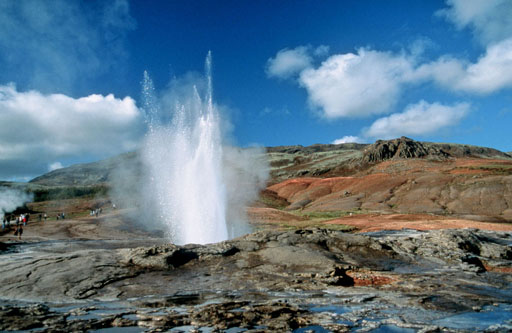
سخان غيسر في هاوكالدور في شمال أيسلندا. أقدم سخان في العالم

تعتبر آيسلندا أرضاً فتية جيولوجياً وتقع على المنطقة الساخنة من حيد منتصف الأطلسي الذي يمر مباشرة عبرها. تعني هذه التركيبة أن الجزيرة نشطة جيولوجياً بوجود العديد من البراكين مثل بركان هيكلا وإلدغيا وهيردوبريد وإلدفيل. تجري الثورات البركانية في الجزيرة وسطياً مرة كل خمس سنوات. أدّى ثوران بركان لاكي عام 1783–1784 إلى مجاعة ذهبت بأرواح ربع سكان آيسلندا. أدى الثوران إلى بروز غيوم من الرماد البركاني غطّت معظم أوروبا وأجزاء من أفريقيا وآسيا لعدة أشهر تلت.

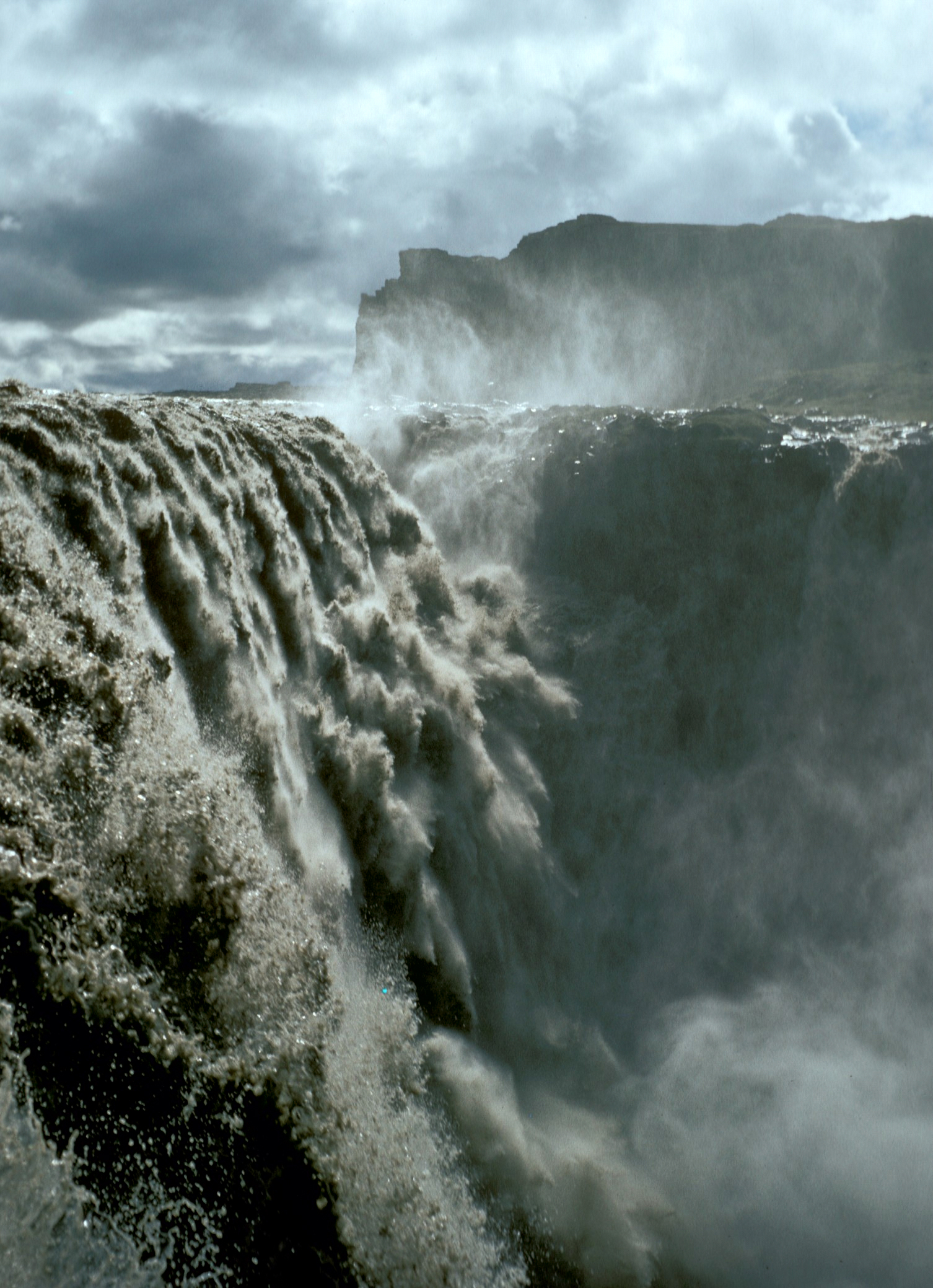
شلال ديتيفوس في شمال شرق آيسلندا. يعد أكبر شلالات أوروبا من حيث حجم التدفق، حيث يصل معدل تدفق المياه نحو 200 م^{3}/ثانية.

تضم آيسلندا عدداً من السخانات والتي أشهرها سخان غيسر. كما يوجد سخان ستروكر الشهير الذي ينبثق مرة كل 5-10 دقائق. بعد فترة من الركود، عاد سخان غيسر للثوران بعد سلسلة الهزات الأرضية عام 2000.
مع الانتشار الواسع للطاقة الحرارة الأرضية وتسخير العديد من الأنهار والشلالات في الطاقة الكهرومائية، يمتلك معظم السكان مياها ساخنة وتدفئة منزلية غير مكلفة. تتكون الجزيرة نفسها في المقام الأول من البازلت، والذي هو عبارة عن حمم بركانية منخفضة السيليكا ترتبط بالنشاط البركاني الانبجاسي كما الحال أيضاً في هاواي. توجد في آيسلندا أيضاً مجموعة متنوعة من البراكين ومنها ما ينتج حمماً أكثر تطوراً مثل الريوليت والانديسايت.
تقع في آيسلندا جزيرة سرتسي وهي واحدة من أحدث الجزر في العالم وسميت تيمناً بسرتر أحد شخصيات الميثولوجيا الإسكندنافية. ارتفعت الجزيرة فوق مستوى المحيط بعد سلسلة من الانفجارات البركانية بين 8 نوفمبر 1963 و5 يونيو 1968. لا يسمح إلا للعلماء الباحثين في تطور الحياة الجديدة بزيارة الجزيرة.
في 21 مارس 2010، ثار بركان أيافيالايوكول في جنوب آيسلندا لأول مرة منذ 1821، مما اضطر 600 شخص إلى الفرار من منازلهم. بينما دفعت المزيد من الانفجارات في 14 أبريل المئات من السكان على التخلي عن منازلهم. أما السحابة الناتجة من الرماد البركاني فقد عطلت حركة الطيران في جميع أنحاء أوروبا.

### المناخ

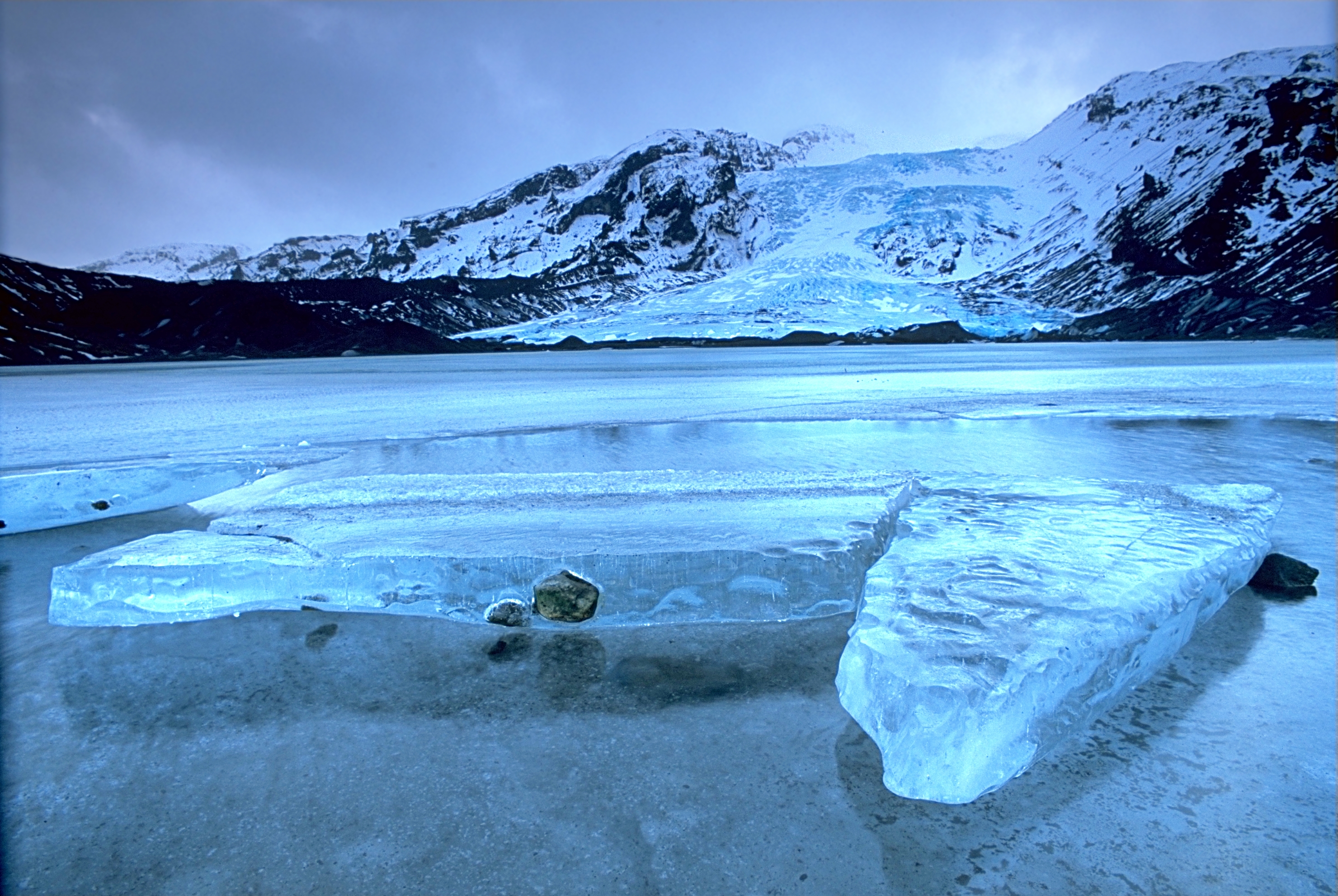
مثلجة إيافيالايوكول، إحدى أصغر الأنهار الجيليدية في آيسلندا

خريطة تصنيف كوبن للمناخ في آيسلندا

يغلب على الجزيرة مناخ محيطي شبه قطبي. يحافظ تيار شمال الأطلسي على مناخ أكثر دفئاً للجزيرة من نظيراتها على نفس دائرة العرض. من المناطق ذات المناخ المماثل شبه جزيرة ألاسكا والجزر الألوشية وتييرا دل فويغو على الرغم من أن هذه المناطق أقرب إلى خط الاستواء. على الرغم من قربها من الدائرة القطبية فإن سواحلها خالية من الجليد طوال الشتاء. أما هجمات الجبال الجليدية فنادرة حيث حدث آخرها قرب الساحل الشمالي 1969.
هناك بعض الاختلافات في المناخ بين أجزاء الجزيرة المختلفة. عمومًا يعتبر الساحل الجنوبي أكثر دفئاً ورطوبةً وريحاً من الشمال. تعتبر الأراضي المرتفعة المركزية أبرد مناطق البلاد، بينما المناطق المنخفضة الداخلية في الشمال هي أكثر المناطق القاحلة. تساقط الثلوج في فصل الشتاء أكثر شيوعاً في الشمال من الجنوب.
سجلت أعلى درجات الحرارة في الهواء عند 30.5 درجة مئوية (86.9 درجة فهرنهايت) في 22 يونيو 1939 في تيغارهورن على الساحل الجنوبي الشرقي. بينما وصل أدناها إلى -38 درجة مئوية (-36.4 درجة فهرنهايت) في 22 يناير 1918 في غريمستادير ومودرودالور في المناطق النائية شمال شرق البلاد. سجلات درجات الحرارة في ريكيافيك هي 26.2 درجة مئوية (79.2 درجة فهرنهايت) في 30 يوليو 2008، و-24.5 درجة مئوية (-12.1 درجة فهرنهايت) في 21 يناير 1918.
| المدينة  | يناير | فبراير | مارس | أبريل | مايو | يونيو | يوليو | أغسطس | سبتمبر | أكتوبر | نوفمبر | ديسمبر |        | المتوسط السنوي |
| -------- | ----- | ------ | ---- | ----- | ---- | ----- | ----- | ----- | ------ | ------ | ------ | ------ | ------ | -------------- |
| ريكيافيك | 1.9   | 2.8    | 3.2  | 5.7   | 9.4  | 11.7  | 13.3  | 13.0  | 10.1   | 6.8    | 3.4    | 2.2    | العظمى | 7.0            |
| ريكيافيك | -3.0  | -2.1   | -2.0 | 0.4   | 3.6  | 6.7   | 8.3   | 7.9   | 5.0    | 2.2    | -1.3   | -2.8   | الصغرى | 1.9            |
| أكوريري  | 0.9   | 1.7    | 2.1  | 5.4   | 9.5  | 13.2  | 14.5  | 13.9  | 9.9    | 5.9    | 2.6    | 1.3    | العظمى | 6.7            |
| أكوريري  | -5.5  | -4.7   | -4.2 | -1.5  | 2.3  | 6.0   | 7.5   | 7.1   | 3.5    | 0.4    | -3.5   | -5.1   | الصغرى | 0.2            |

### التنوع الحيواني والنباتي

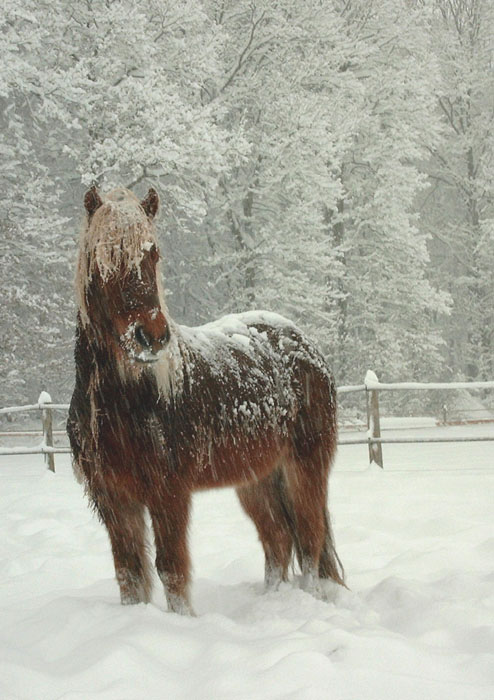
الحصان الآيسلندي

يوجد نحو 1300 نوع معروف من الحشرات في آيسلندا وهو رقم منخفض نوعاً ما مقارنة مع البلدان الأخرى (حيث يوجد أكثر من مليون نوع مختلف في جميع أنحاء العالم). من بين الثدييات البرية في الجزيرة، يعد الثعلب القطبي الوحيد الأصلي بينها عند وصول البشر،  حيث وصلها في نهاية العصر الجليدي مشياً فوق البحر المتجمد. يمكن في حالات نادرة مشاهدة الخفافيش التي تنقلها الرياح إلى الجزيرة ولكنها ليست قادرة على التكاثر. أما الدببة القطبية فقد ظهرت في تاريخ الجزيرة لكنها مجرد زائرة وليست كائناً مستوطناً. لا توجد زواحف أو برمائيات أصلية أو حرة في الجزيرة.

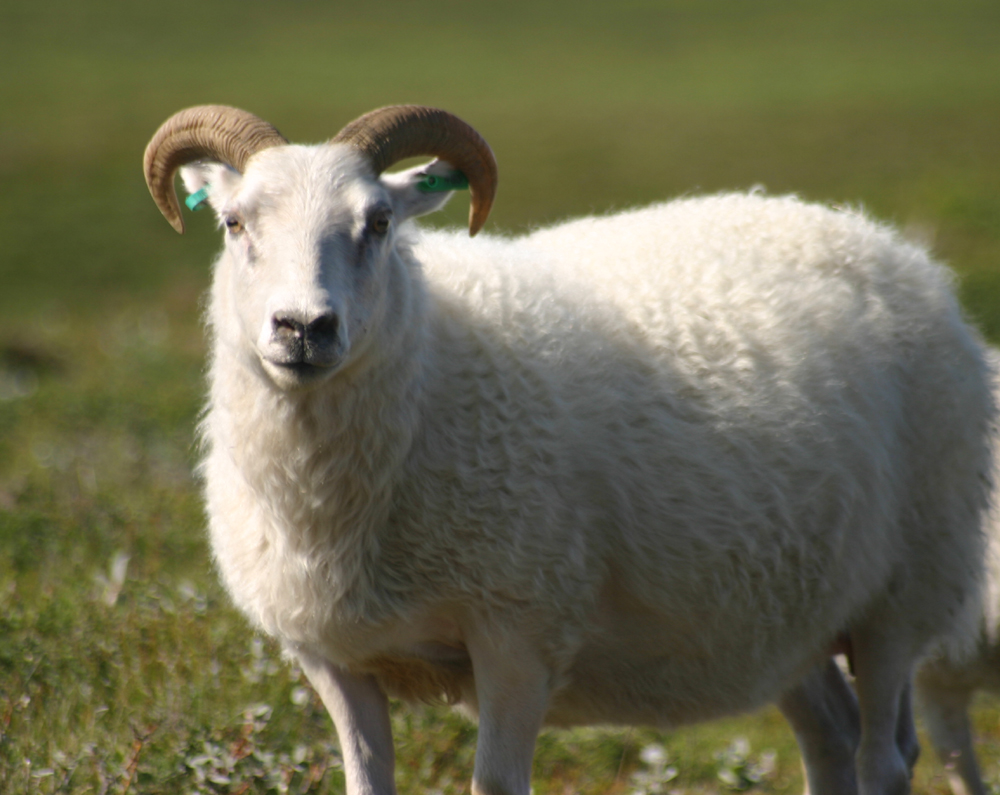
الخروف الآيسلندي

من ناحية انتشار الغطاء النباتي، تنتمي آيسلندا إلى دائرة منطقة القطب الشمالي ضمن المملكة الشمالية. وفقا للصندوق العالمي للطبيعة، تنتمي أراضي آيسلندا إلى منطقة غابات البتولا الآيسلندية الشمالية والتندرا الألبية الحيوية. ما يقرب من ثلاثة أرباع الجزيرة أجرد من النباتات؛ بينما تتكون الحياة النباتية أساساً من الأراضي العشبية التي ترعى فيها الماشية. أكثر الأشجار الأصلية شيوعاً في الجزيرة هي البتولة الشمالية التي شكلت سابقاً غابات على جزء كبير من آيسلندا مع الحور والروان والعنبر وغيرها من الأشجار الصغيرة.
أدى الاستيطان البشرية لاضطراب النظام الحيوي المعزول المتمثل في التربة البركانية الرقيقة ومحدودية تنوع الأنواع. استغلت الغابات كثيرًا على مر القرون بهدف جمع الحطب والتدفئة. كما تسببت إزالة الغابات وفقدان التربة السطحية بالتعرية والحد كثيرًا من قدرة البتولات على النمو من جديد. لا يوجد اليوم سوى عدد قليل من البتولا الصغيرة موجودة في المحميات المعزولة. رفعت زراعة الغابات الجديدة من أعداد الأشجار ولكنها لا تقارن بالغابات الأصلية. تشمل بعض الغابات المزروعة أنواعاً أجنبية جديدة.

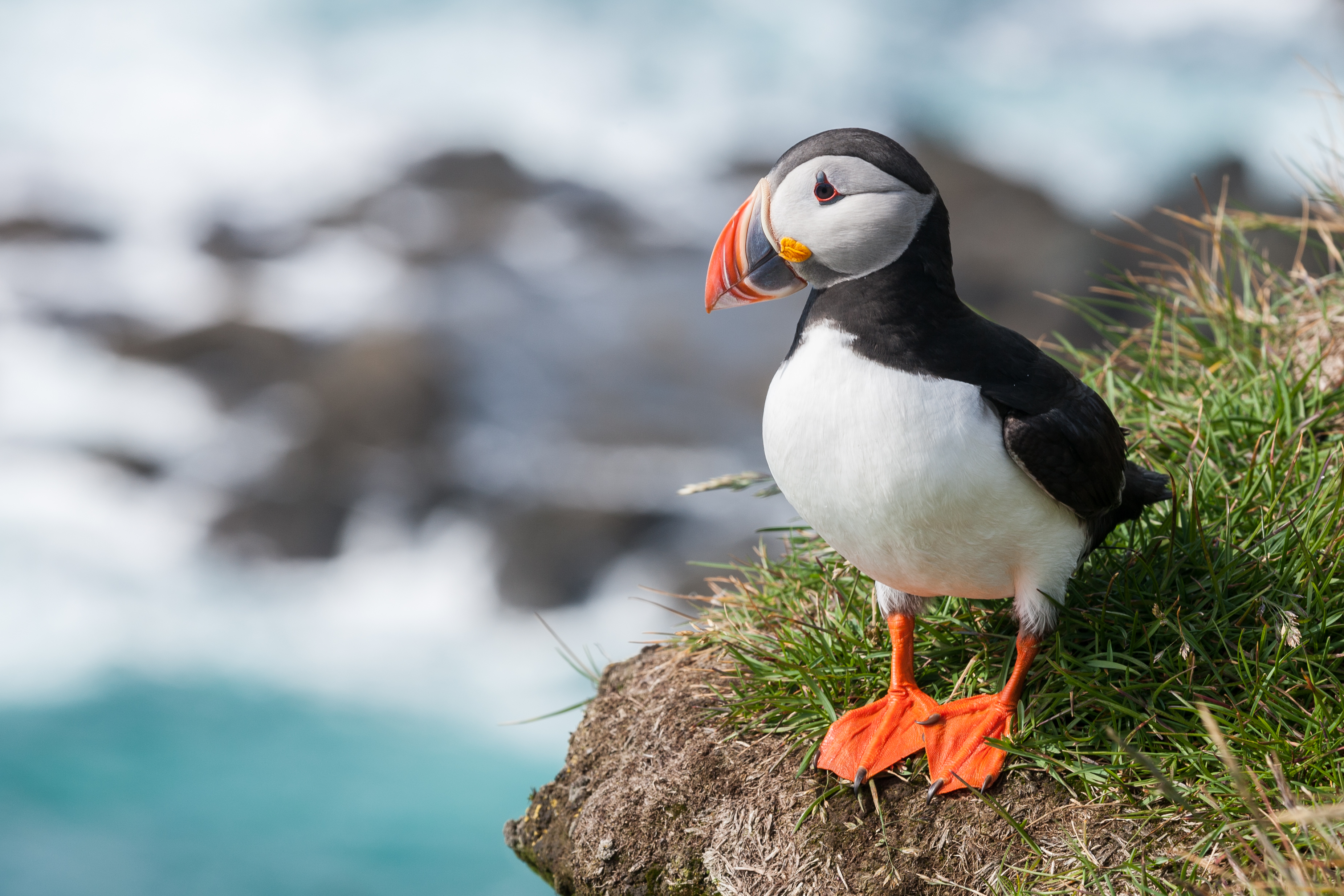
طائر البفن في جرف لوترابيارخ في أقصى الغرب الآيسلندي.

أما من بين الحيوانات التي تقطن الجزيرة الأغنام والأبقار والدجاج والماعز الآيسلندية والحصان الآيسلندي والكلب الراعي الآيسلندي. هناك أنواع كثيرة من الأسماك تعيش في مياه المحيطات المحيطة بآيسلندا، حيث تعد صناعة صيد الأسماك مساهماً رئيسياً في اقتصاد آيسلندا مُشكّلة أكثر من نصف صادرات البلاد الإجمالية. تشمل الثدييات البرية الثعلب القطبي والفيزون والفئران والجرذان والأرانب والرنة. تزور الجزيرة الدببة القطبية أحياناً، قادمة من الجبال الجليدية في غرينلاند. في يونيو 2008، قدم اثنان من الدببة القطبية في الشهر نفسه. أما الطيور، وخاصة الطيور البحرية، هي جزء مهم جداً من الحياة الحيوانية في آيسلندا. تعشش البفن والسكوا والنورس على منحدرات شواطئها.
يمارس صيد الحيتان التجاري بشكل متقطع  بالإضافة إلى صيد الحيتان لأغراض علمية. مشاهدة الحيتان أصبحت جزءاً هاماً من اقتصاد آيسلندا منذ عام 1997.

## الحكومة

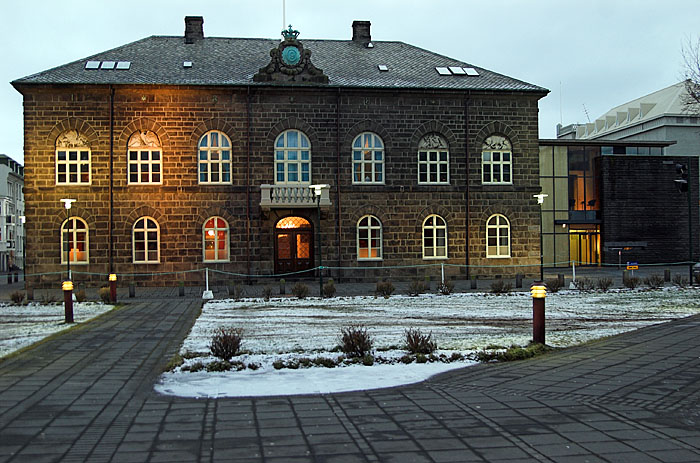
مبنى ألثينغي وهو برلمان آيسلندا في ريكيافيك.

تعد آيسلندا جمهورية برلمانية ذات ديمقراطية تمثيلية. أنشئ البرلمان الآيسلندي ألثينغي عام 1845 كهيئة استشارية للملك الدنماركي، حيث كان ينظر إليه في ذلك الوقت بمثابة إعادة تأسيس للمجلس الذي تأسس في عام 930 في الفترة الكومنولث وعلق عام 1799. بالتالي يمكن القول أنها أقدم ديمقراطية برلمانية في العالم. يضم البرلمان 63 عضواً ينتخبون لمدة أقصاها أربع سنوات. ينتخب الرئيس من خلال التصويت الشعبي لمدة 4 سنوات، من دون تحديد فترات الرئاسة. تنتخب الحكومة والمجالس المحلية بشكل منفصل عن الانتخابات الرئاسية كل أربع سنوات.

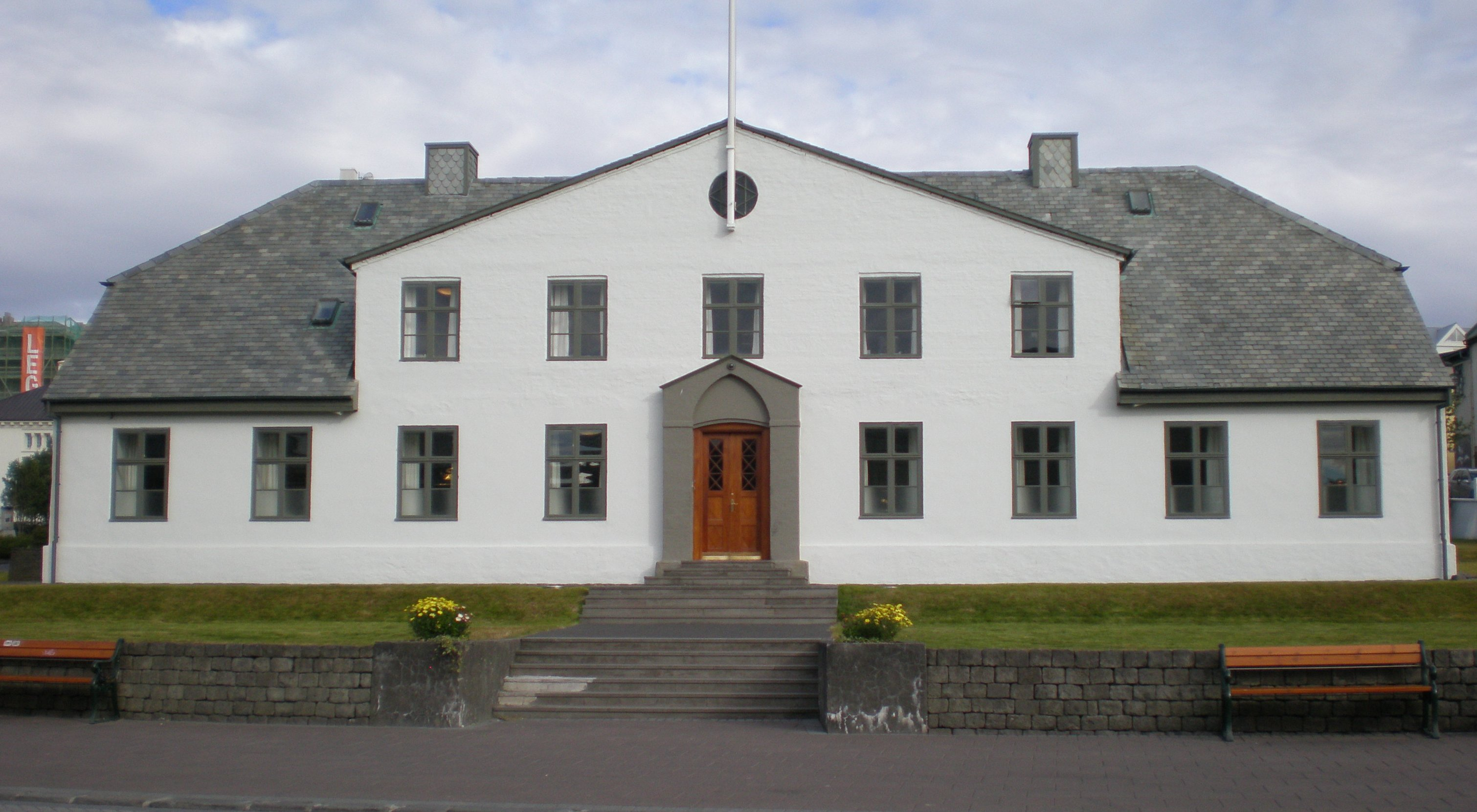
ستيورناراديد وهو مبنى السلطة التنفيذية الآيسلندية.

منصب رئيس الدولة فخري كثيرًا، إلا أن له القدرة على عرقلة القوانين التي يصادق عليها البرلمان وطرحها لاستفتاء وطني. رئيس الحكومة هو رئيس الوزراء والذي يشكل السلطة التنفيذية بالإضافة إلى طاقم وزرائه. يعين الرئيس مجلس الوزراء بعد الانتخابات البرلمانية، ويتم التعيين عادة عبر التفاوض بين زعماء الأحزاب السياسية في آيسلندا، كما يناقشون أيضاً تكوين مجلس الوزراء وتوزيع الحقائب الوزارية، شرط أن يكون للحكومة المشكلة أغلبية نيابية في البرلمان. عند عدم تمكن الأحزاب من تشكيل الحكومة في فترة زمنية معقولة يقوم رئيس آيسلندا بتعيين مجلس الوزراء، وهو الأمر الذي لم يحدث منذ تأسيس الجمهورية في 1944. إلا أنه في عام 1942 قام حاكم آيسلندا سفين بيورنسون (الذي عينه مجلس النواب عام 1941) بتشكيل حكومة غير برلمانية. امتلك حاكم آيسلندا عملياً صلاحيات الرئيس ومنصبه، كما أن سفين بيورنسون أصبح أول رئيس للبلاد عام 1944.
كانت حكومات آيسلندا غالباً تحالفاً من حزبين أو أكثر، حيث لم يسبق وأن حصل حزب سياسي واحد على أغلبية المقاعد في البرلمان خلال الجمهورية. صلاحيات رئيس الجمهورية محط جدل بين فقهاء القانون في آيسلندا؛ حيث يبدو أن العديد من أحكام الدستور تعطي الرئيس صلاحيات مهمة ولكن بعض الأحكام الأخرى تشير لشيء مختلف. في 1980، انتخب الآيسلنديون فيغديس فينبوغادوتير رئيسة للبلاد لتصبح الأولى في تاريخ البلاد. تقاعدت من منصبها في عام 1996.

### التقسيمات الإدارية
تنقسم آيسلندا إلى أقاليم ودوائر ومقاطعات وبلديات. هناك ثمانية أقاليم تستخدم أساساً لأغراض إحصائية، كما تستخدم سلطات المحاكم القضائية في المقاطعات نسخة قديمة من هذه التقسيمات. حتى عام 2003، كانت الدوائر الانتخابية للانتخابات النيابية هي نفسها الأقاليم، لكن تعديلاً على الدستور حولها إلى الدوائر الست التالية:
- شمال ريكيافيك وجنوب ريكيافيك (أقاليم مدينة).
- الجنوب الغربي (أربع مناطق ضواحي منفصلة جغرافياً حول ريكيافيك).
- الشمال الغربي والشمال الشرقي (كلاهما الشطر الشمالي من آيسلندا).
- الجنوب (النصف الجنوبي من آيسلندا باستثناء ريكيافيك وضواحيها).

جرى تغيير ترسيم الدوائر الانتخابية من أجل تحقيق التوازن في الأوزان الانتخابية للمناطق المختلفة من البلاد، حيث أن عدد الأصوات سابقاً في المناطق ذات الكثافة السكانية المنخفضة في جميع أنحاء البلاد كان أكثر بكثير منه في منطقة مدينة ريكيافيك. تم تخفيض عدم التوازن بين الأقاليم في النظام الجديد لكنه لا يزال موجوداً.

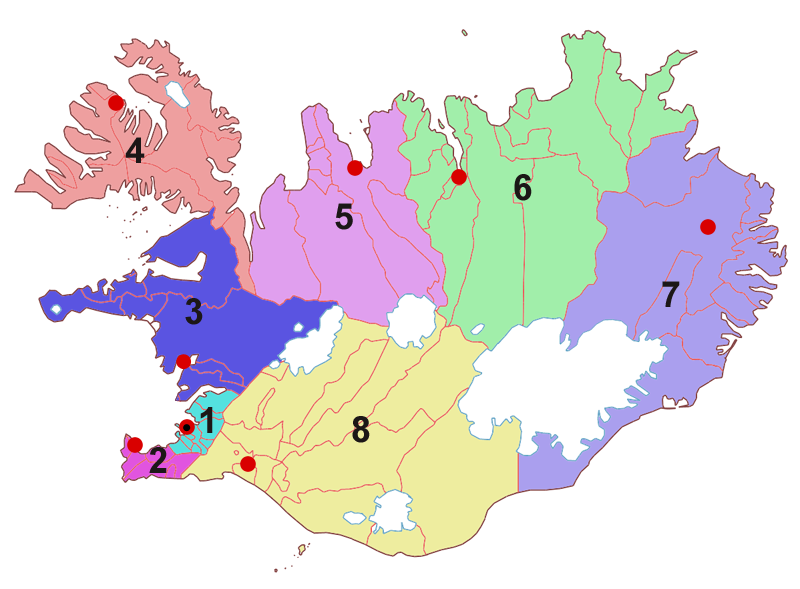
أقاليم آيسلندا
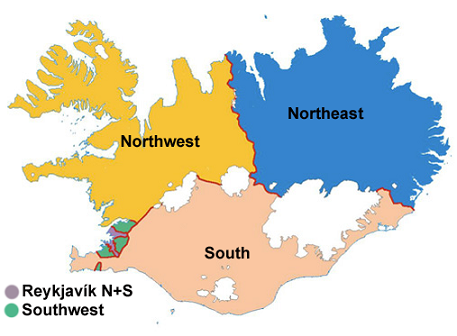
دوائر آيسلندا الانتخابية
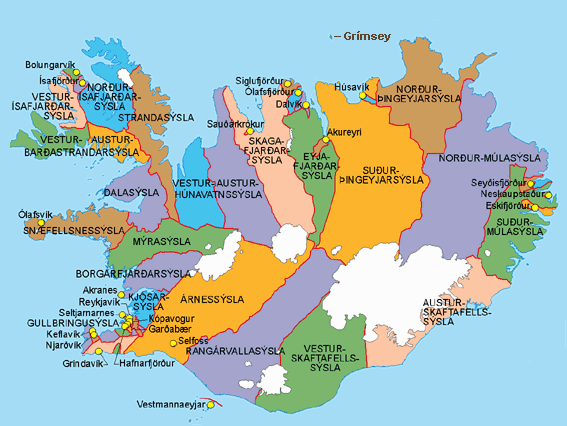
مقاطعات آيسلندا

يوجد في آيسلندا 23 مقاطعة هي في معظمها نتيجة التقسيمات التاريخية. حالياً، تقسم آيسلندا بين 26 قاضياً (سيسلومين ومفردها سيسلومادور) يمثلون الحكومة في نواحي مختلفة. بين واجباتهم تحصيل الضرائب وإدارة إعلانات الإفلاس وأداء الزواج المدني. بعد إعادة تنظيم الشرطة في عام 2007، حيث جمع بين قوات الشرطة في مقاطعات متعددة، أصبح نصف هؤلاء القضاة تقريباً مسؤولين عن قوات الشرطة.
هناك 79 بلدية في آيسلندا والتي تنظم الشؤون المحلية مثل النقل والمدارس وتقسيم المناطق. تعد هذه البلديات المستوى الثاني الفعلي من التقسيمات الإدارية الفرعية في آيسلندا حيث أن الدوائر الانتخابية ليس لها أهمية إلا في الانتخابات وللأغراض الإحصائية. ريكيافيك هي البلدية الأكثر سكاناً حيث أنها أربعة أضعاف عدد سكان كوبافوغور ثاني مدن البلاد.

### السياسة
تمتلك آيسلندا نظام تعددية حزبية بين اليسار واليمين. أكبر الأحزاب هو التحالف الديمقراطي الاجتماعي وحزب الاستقلال من يمين الوسط وحركة الخضر اليسارية. الأحزاب السياسية الأخرى ذات المقاعد في البرلمان هي من أحزاب الوسط مثل الحزب التقدمي والحركة. توجد العديد من الأطراف الأخرى على مستوى البلديات، ومعظمها يعمل فقط محلياً في بلدية واحدة.

### العلاقات الخارجية

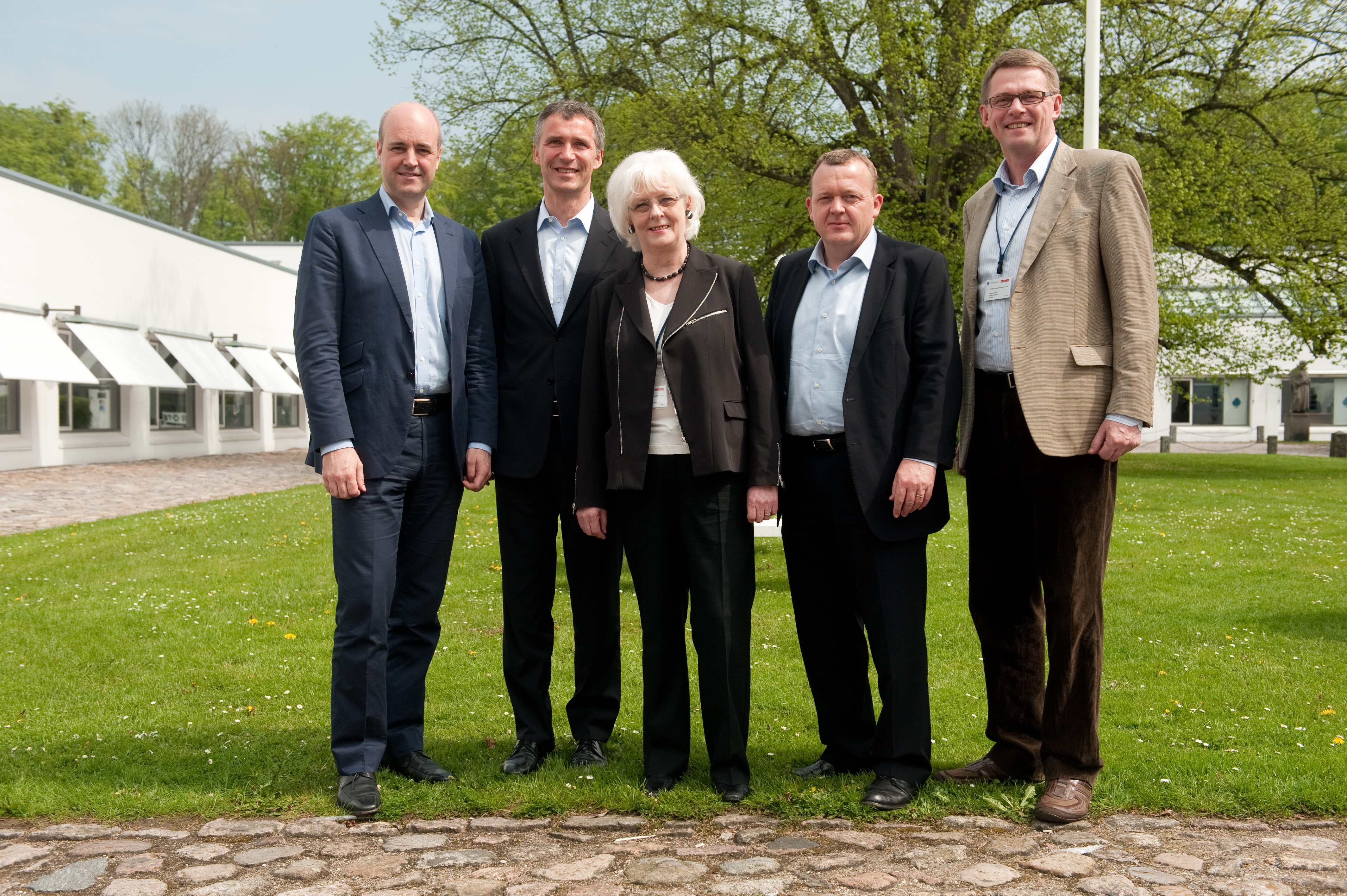
رؤساء حكومات دول الشمال في عام 2010 حيث تقف يوهانا سيغوردوتيير في المنتصف

تقيم آيسلندا علاقات دبلوماسية وتجارية مع جميع الدول عملياً، ولكن علاقاتها مع بلدان الشمال الأوروبي وألمانيا والولايات المتحدة وغيرها من دول حلف شمال الأطلسي وثيقة بصفة خاصة. تاريخياً، ونظراً لأوجه التشابه الثقافية والاقتصادية واللغوية، تعتبر آيسلندا سياسياً واحدة من بلدان الشمال الأوروبي، كما تتعاون مع المنظمات بين الحكومية من خلال مجلس الشمال.
آيسلندا عضو في المنطقة الاقتصادية الأوروبية، مما يسمح لها بالوصول إلى السوق الموحدة للاتحاد الأوروبي. آيسلندا ليست عضواً في الاتحاد الأوروبي، لكن في يوليو 2009 صوت البرلمان الآيسلندي لصالح تطبيق عضوية الاتحاد الأوروبي. ذكر مسؤولون في الاتحاد الأوروبي عام 2011 أو 2012 كتواريخ محتملة للانضمام. آيسلندا عضو في الأمم المتحدة والرابطة الأوروبية للتجارة الحرة وحلف شمال الأطلسي ومنظمة التعاون والتنمية الاقتصادية.

### القوات المسلحة
لا يوجد لآيسلندا جيش دائم. حافظ سلاح الجو الأميركي على 4-6 معترضات في قاعدة كيفلافيك، حتى 30 سبتمبر 2006 عندما جرى سحبها. منذ مايو 2008 نشر الناتو مقاتلات بشكل دوري لحماية الأجواء الآيسلندي في إطار بعثة مراقبة الأجواء الآيسلندية. أيدت آيسلندا غزو العراق عام 2003 على الرغم من الكثير من الجدل في آيسلندا، حيث نشرت فريقاً نزع ذخائر متفجرة يتبع لحرس السواحل في العراق  والذي استبدل لاحقاً بأفراد من وحدة الأزمات الآيسلندية. كما شاركت أيسلندا في الصراع الدائر في أفغانستان وقصف يوغوسلافيا عام 1999. على الرغم من الأزمة المالية الحالية انطلقت أول سفينة دورية جديدة منذ عقود في 29 أبريل 2009.
يفخر الآيسلنديون خصوصاً باستضافة القمة التاريخية بين ريغان وغورباتشوف في ريكيافيك 1986، والتي مهّدت الطريق لنهاية الحرب الباردة. أهم النزاعات التي خاضتها آيسلندا عبر التاريخ كانت حول حقوق الصيد. أدى النزاع مع المملكة المتحدة إلى سلسلة مما يعرف بحروب القد بين 1952-1956 بسبب توسيع آيسلندا لمنطقة صيدها 3 إلى 4 أميال بحرية (5.6-7.4 كم أو 3.5-4.6 ميل)، وبين عامي 1958-1961 إلى 12 ميل بحري (22.2 كم أو 13.8 ميل)، وبين عامي 1972-1973 إلى 50 ميل بحري (92.6 كم أو 57.5 ميل) بينما كان آخرها بين 1975-1976 إلى 200 ميل بحري (370.4 كم أو 230.2 ميل).

## الديموغرافيا
| آيسلندا                      | 291,942 | 93.2% |
| بولندا                       | 8,488   | 2.71% |
| لتوانيا                      | 1,332   | 0.43% |
| ألمانيا                      | 984     | 0.31% |
| الدنمارك                     | 966     | 0.31% |
| البرتغال                     | 890     | 0.28% |
| الفلبين                      | 743     | 0.24% |
| يوغوسلافيا السابقة           | 651     | 0.21% |
| الولايات المتحدة             | 598     | 0.19% |
| تايلاند                      | 545     | 0.17% |
| لاتفيا                       | 431     | 0.14% |
| المملكة المتحدة              | 420     | 0.13% |
| السويد                       | 407     | 0.13% |
| جمهورية الصين الشعبية        | 379     | 0.12% |
| تشيكوسلوفاكيا السابقة        | 365     | 0.12% |
| النرويج                      | 301     | 0.10% |
| أخرى                         | 3,934   | 1.26% |
| الكلي                        | 313,376 | 100%  |
| الكلي (باستثناء الآيسلنديين) | 21,434  | 6.8%  |

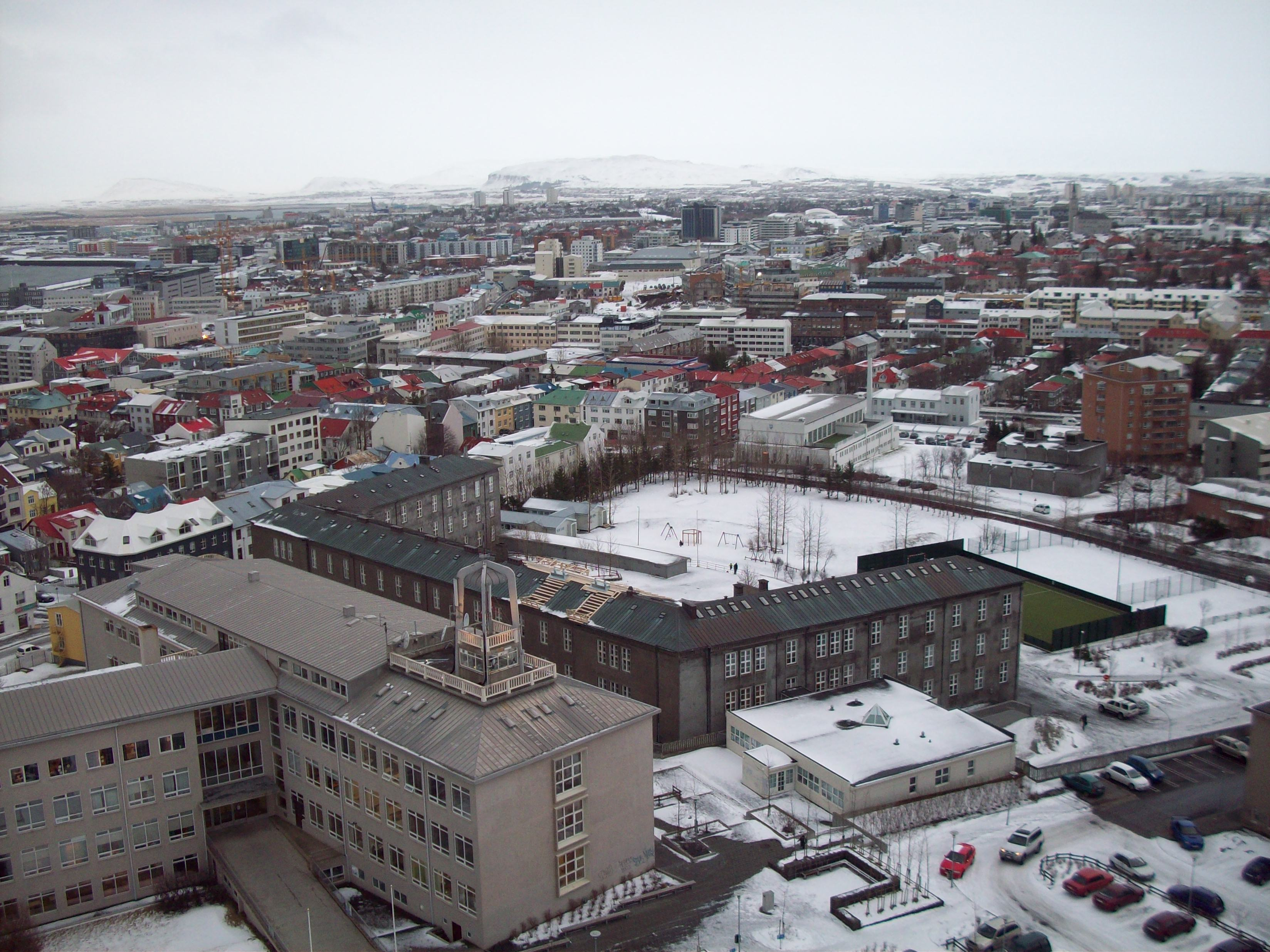
ريكيافيك، أكبر المناطق الحضرية في آيسلندا، ومركز منطقة ريكيافيك الحضرية التي يبلغ تعداد سكانها 200,000 شخص أي 64% من سكان آيسلندا.

سكان آيسلندا الأصليون هم من الشعوب النوردية والغالية. يتضح هذا الأمر من الأدلة الأدبية التي يعود تاريخها إلى فترة الاستيطان وكذلك في وقت لاحق من الدراسات العلمية مثل فصيلة الدم والتحليلات الجينية. تشير إحدى هذه الدراسات أن غالبية المستوطنين الذكور هم من أصل نوردي بينما غالبية الإناث من أصل غالي.
تمتلك آيسلندا سجلات أنساب واسعة تعود إلى أواخر القرن السابع عشر وسجلات مجزأة تعود إلى عصر الاستيطان. مولت الشركة الصيدلانية البيولوجية ديكود جينيتكس إنشاء قاعدة بيانات لأنساب جميع سكان آيسلندا المعروفين. ترى الشركة قاعدة البيانات هذه (تسمى آيسلندينغابوك) باعتبارها أداة قيمة لإجراء البحوث في مجال الأمراض الوراثية ونظراً للعزلة النسبية لسكان آيسلندا.
يعتقد أن تعداد سكان الجزيرة تراوح بين 40,000-60,000 في الفترة بين بداية الاستيطان حتى منتصف القرن التاسع عشر. خلال ذلك الوقت، تضرر السكان من الشتاء البارد وتساقط الرماد البركاني والأوبئة التي اجتاحت الجزيرة. وفقاً لبريسون (1974)، كان هناك 37 من سنوات المجاعة في آيسلندا بين 1500 و1804. أجري أول تعداد للسكان في 1703 وكشف عن وجود 50,358 شخص يقطن الجزيرة. بعد الانفجارات البركانية المدمرة للبركان لاكي خلال 1783-1784 انخفض تعداد السكان إلى 40,000 تقريباً. أدى تحسين الظروف المعيشية إلى زيادة سريعة في عدد السكان منذ منتصف القرن التاسع عشر من 60,000 نسمة إلى 320,000 في 2008.
| تقدير عدد السكان        | تقدير عدد السكان | تقدير عدد السكان | تقدير عدد السكان |
| السنة                   | الأدنى           | المتوسط          | الأعلى           |
| ----------------------- | ---------------- | ---------------- | ---------------- |
| 2010                    | 317,630          | 317,630          | 317,630          |
| 2015                    | 324,524          | 325,015          | 325,483          |
| 2020                    | 338,177          | 341,046          | 343,836          |
| 2025                    | 349,863          | 356,790          | 363,847          |
| 2030                    | 360,119          | 371,730          | 383,930          |
| 2035                    | 368,846          | 385,626          | 403,593          |
| 2040                    | 375,865          | 398,217          | 422,579          |
| 2045                    | 380,957          | 409,389          | 440,851          |
| 2050                    | 384,254          | 419,356          | 458,657          |
| 2055                    | 385,991          | 428,323          | 476,255          |
| 2060                    | 386,547          | 436,548          | 493,800          |
| المصدر: إحصاءات آيسلندا |                  |                  |                  |

في ديسمبر 2007، كان 33,678 شخصاً (13.5 ٪ من مجموع السكان) ممن يعيشون في آيسلندا قد ولدوا في الخارج، بمن فيهم أطفال لآباء آيسلنديين عاشوا خارج البلاد. بينما يحمل 19,000 شخصاً (6 ٪ من السكان) جنسية أجنبية. يشكل البولنديون أكبر أقلية في البلاد، ولا يزالوا يشكلون الجزء الأكبر من القوى العاملة الأجنبية. يعيش حوالي 8000 بولندي الآن في آيسلندا، 1500 منهم في رايدارفيوردور حيث يشكلون 75 ٪ من القوة العاملة التي تساهم في بناء مصنع فياردارول للألومنيوم. تعزى حركة الهجرة الحالية إلى نقص اليد العاملة في البلاد التي تحتاجها بسبب الاقتصاد المزدهر في ذلك الوقت، حيث رفعت القيود المفروضة على حركة الأشخاص من بلدان أوروبا الشرقية التي انضمت إلى الاتحاد الأوروبي والمنطقة الاقتصادية الأوروبية في 2004. كما تجلب مشاريع البناء واسعة النطاق في شرق آيسلندا العديدين الذين يعتقد بأن إقامتهم مؤقتة في البلاد. كما أن العديد من البولنديين غادروا البلاد بعد الأزمة المالية الآيسلندية في 2008.
الزاوية الجنوبية الغربية من آيسلندا هي المنطقة الأكثر كثافة سكانية. وهي أيضاً حيث تقع العاصمة ريكيافيك، وهي أكثر العواصم شمالاً في العالم. أكبر المدن خارج منطقة ريكيافيك هي أكوريري ورايكيانسبير على الرغم من أن الأخيرة قريبة نسبياً من العاصمة.
أول من استقر في غرينلاند هم نحو 500 من الآيسلنديين بقيادة إريك الأحمر في أواخر القرن العاشر. وصل مجموع السكان إلى أعلاه عند 5000 نسمة تقريباً وكان لهم مؤسساتهم المستقلة قبل أن تختفي نحو عام 1500. من غرينلاند أطلق أهل الشمال حملات لاكتشاف واستيطان فينلاند ولكن هذه المحاولات لاستعمار أمريكا الشمالية هجرت قريباً في مواجهة عداء السكان الأصليين. بدأت الهجرة إلى الولايات المتحدة وكندا في سبعينيات القرن التاسع عشر. اليوم، يوجد في كندا أكثر من 88,000 شخص من أصل آيسلندي. هناك أكثر من 40,000 من الأمريكيين من أصل آيسلندي وفقاً لتعداد الولايات المتحدة لعام 2000.

### اللغة
اللغة الرسمية في آيسلندا هي اللغة الآيسلندية، وهي من اللغات الجرمانية الشمالية المنحدرة من الإسكندنافية القديمة. تطورت اللغة عن الإسكندنافية القديمة بشكل أقل من لغات بلدان الشمال الأوروبي الأخرى، وحافظت على الكثير من تصريف الأفعال والأسماء، كما طورت وإلى حد كبير العديد من المفردات الجديدة بناء على الجذور الأصلية بدلاً من الاقتراض من اللغات الأخرى. كما أنها اللغة الحية الوحيدة التي احتفظت بالحرف الروني Þ. أقرب اللغات الحية إلى الآيسلندية هي اللغة الفاروية. في مجال التعليم، ينظم استخدام لغة الإشارة الآيسلندية من قبل دليل المنهاج الوطني.
تستخدم الإنجليزية على نطاق واسع كلغة ثانية. كما أن الدنماركية مفهومة على نطاق واسع ومستخدمة. تعد دراسة اللغتين جزءاً إلزامياً من المناهج الدراسية الإلزامية. تستخدم عادة لغات أخرى مثل الألمانية والنرويجية والسويدية. يتحدث عادة بالدنماركية بطريقة مفهومة إلى حد كبير من السويديين والنرويجيين، وكثيراً ما يشار إليها باسم سكاندينافيسكا (أي الإسكندنافية) في آيسلندا.
بدلاً من استخدام أسماء الأسر، كما هي العادة في جميع الدول الأوروبية، يستخدم الآيسلنديون أسماء أبوية. يتبع الاسم الأبوي اسم الشخص المعطى له، فعلى سبيل المثال اولافور يونسون Ólafur Jónsson هو («اولافور بن يون») أو كاترين كارلزدوتير Katrín Karlsdóttir هي («كاترين بنت كارل»). وبناء على ذلك، يتم سرد دليل الهاتف الآيسلندي أبجدياً حسب الاسم الأول بدلا من اللقب.

### الديانة

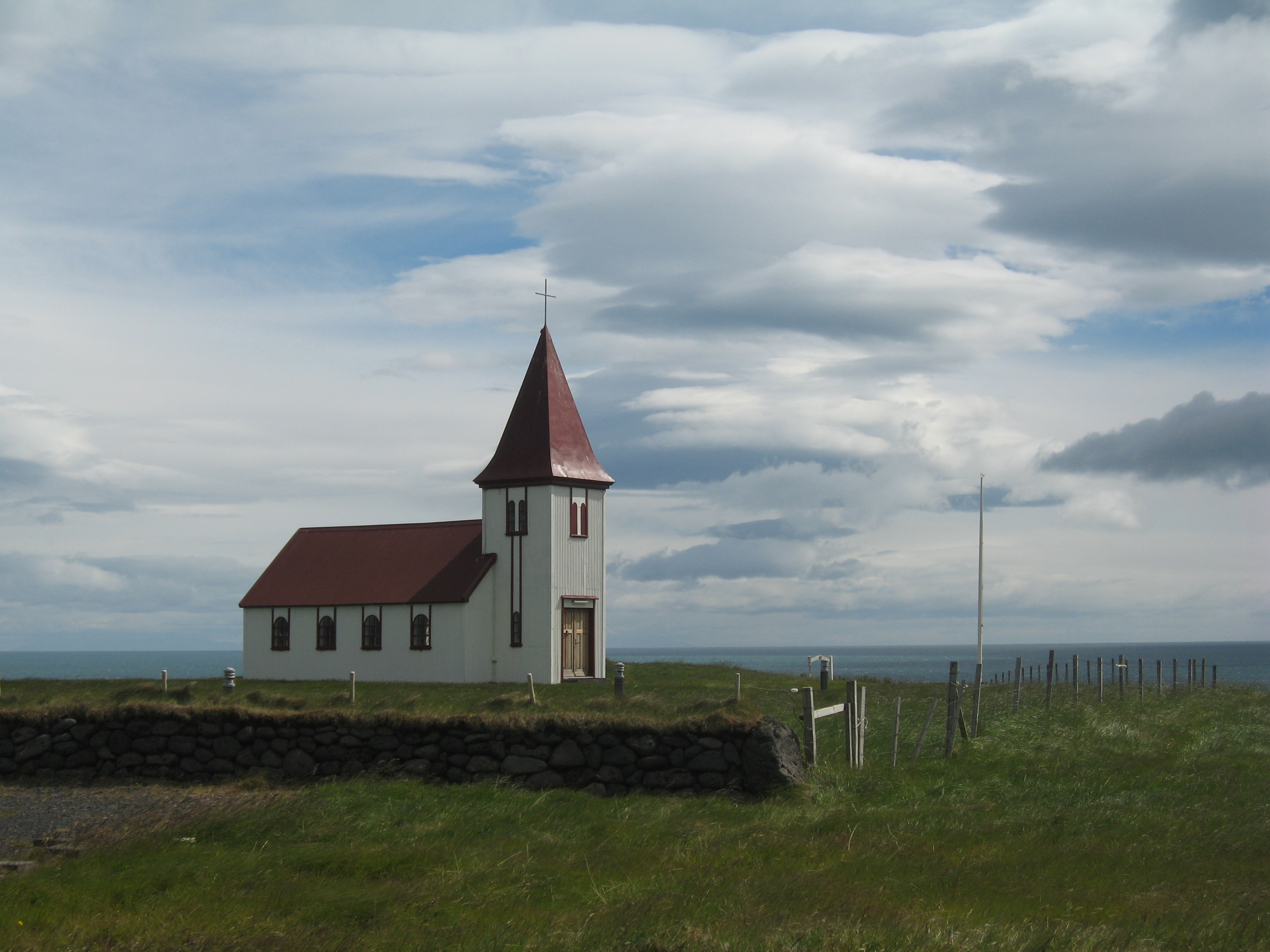
كنيسة في قرية هلنار، على الطرف الجنوبي لشبه جزيرة سنيفلسنيس

يتمتع الآيسلنديون بحرية الدين بموجب الدستور، على الرغم من أن الكنيسة الوطنية لآيسلندا، وهي هيئة لوثرية، تعد كنيسة الدولة الرسمية. يحتفظ السجل الوطني بالانتماء الديني لكل مواطن آيسلندي. في عام 2005، قسم الآيسلنديون إلى الجماعات الدينية التالية:
- 80.7 ٪ من أعضاء كنيسة آيسلندا الوطنية.
- 6.2 ٪ من أعضاء المنظمات الدينية غير المسجلة أو من دون أي انتماء ديني محدد.
- 4.9 ٪ من أعضاء الكنائس اللوثرية الحرة في ريكيافيك وهافناريوردور.
- 2.8 ٪ ليسوا أعضاء في أي جماعة دينية.
- 2.5 ٪ من أعضاء الكنيسة الكاثوليكية، التي تمثلها أبرشية ريكيافيك.

أما 5.9% المتبقية تشمل حوالي 20-25 من الطوائف المسيحية الأخرى في حين أن حوالي 1 ٪ ينتمون إلى منظمات دينية غير مسيحية. أكبر الطوائف غير المسيحية هي أساتروارفيلاغيد وهي مجموعة وثنية جديدة.
الحضور الديني منخفض نسبياً  كما هو الحال في بلدان الشمال الأوروبي الأخرى. الإحصاءات أعلاه تمثل العضوية الإدارية للمنظمات الدينية والتي لا تعبر بالضرورة عن توزع الأديان الفعلي بين سكان آيسلندا. وفقاً لدراسة نشرت في عام 2001 يعد 23 ٪ من سكان البلاد ملحدين أو لا أدريين.

## الاقتصاد والبنية التحتية

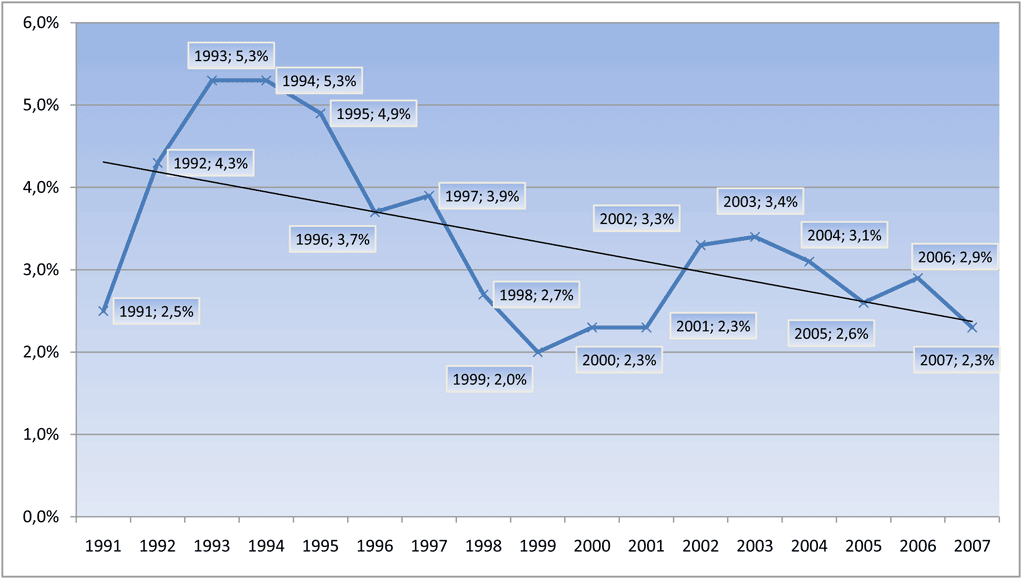
رسم بياني لمعدل البطالة في آيسلندا حتى عام 2007.

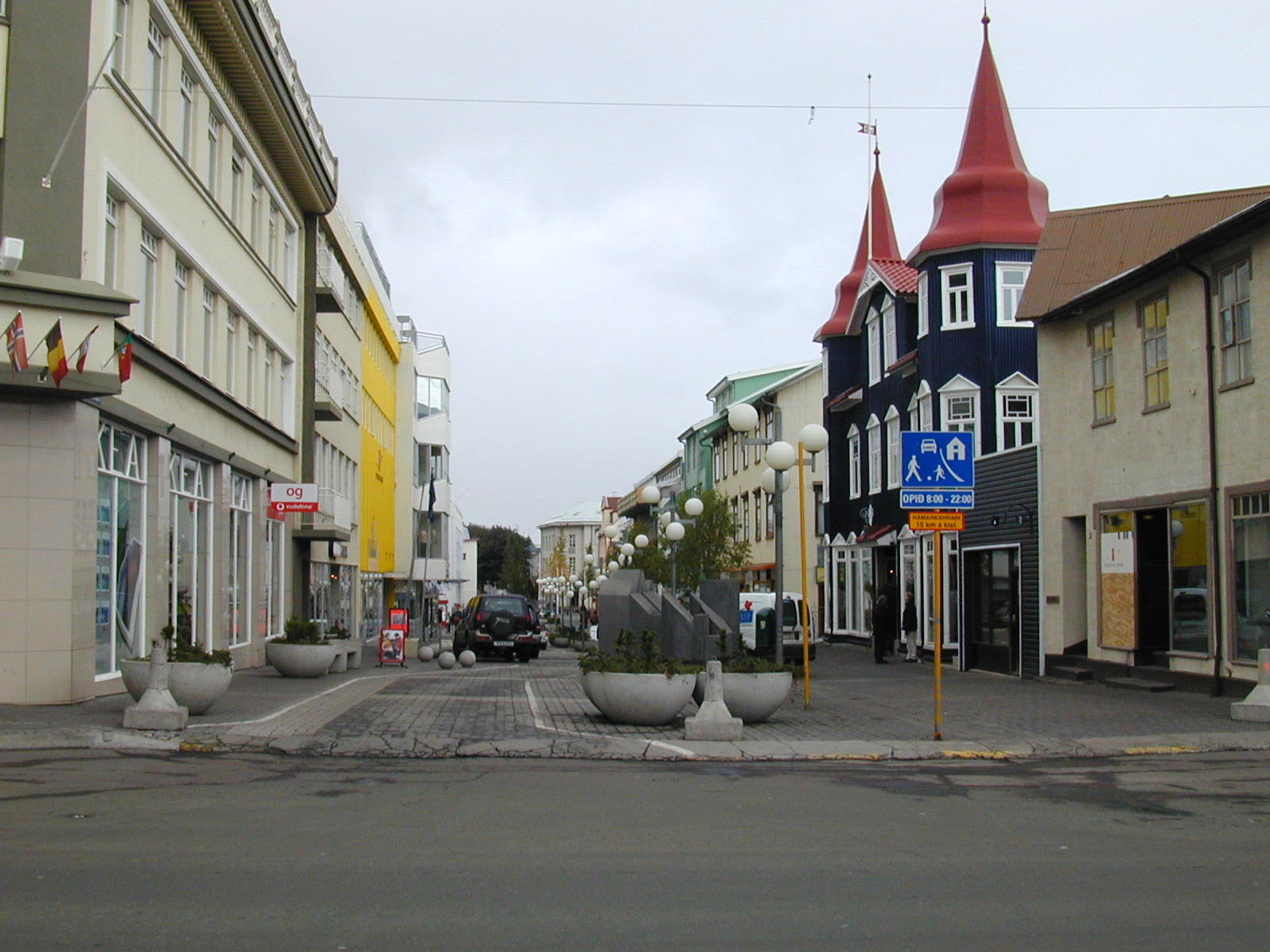
أكوريري هي المدينة الأكبر في آيسلندا خارج منطقة ريكيافيك الحضرية الكبرى. تعتمد أغلب المناطق الريفية على صناعة الصيد والتي تؤمن 40% من صادرات البلاد.

في عام 2007، كانت آيسلندا البلد السابع الأكثر إنتاجية في العالم للفرد الواحد (54,858$)، والخامس الأكثر إنتاجاً حسب الناتج المحلي الإجمالي في تعادل القدرة الشرائية (40,112$). باستثناء وفرة الطاقة الكهرومائية والطاقة الحرارية الأرضية، تفتقر آيسلندا إلى الموارد الطبيعية؛ تاريخياً، اعتمد اقتصادها كثيرًا على صيد الأسماك والذي لا يزال يوفر 40 ٪ من عائدات التصدير، ويشغل 7 ٪ من قوة العمل. يعد الاقتصاد عرضة لانخفاض الرصيد السمكي وتراجع الأسعار العالمية للمواد الرئيسية التي تصدرها وهي الأسماك والمنتجات السمكية والألمنيوم والفيروسيليكون. لصيد الحيتان قيمة تاريخية في آيسلندا. لا تزال آيسلندا تعتمد كثيرًا على صيد الأسماك، ولكن أهميته آخذة في التراجع من الصادرات من 90 ٪ في الستينات إلى 40% في عام 2006.
بينما تعد آيسلندا من البلدان المتقدمة، فإنها كانت حتى القرن العشرين من بين أفقر البلدان في أوروبا الغربية. أدى النمو الاقتصادي الكبير إلى الصعود بآيسلندا إلى المرتبة الأولى على مؤشر الأمم المتحدة للتنمية البشرية لعام 2007/2008،  ولتصبح الأمة في المرتبة 14 من حيث مأمول العمر عند الولادة عند 80.67 سنة. لا تزال العديد من الأحزاب السياسية معارضة لعضوية الاتحاد الأوروبي، ويرجع ذلك أساساً إلى قلق الآيسلنديين من فقدانهم السيطرة على مواردهم الطبيعية.
عملة آيسلندا الوطنية هي الكرونا الآيسلندية. أظهر استطلاع واسع النطاق صدر يوم 5 مارس 2010 عن مؤسسة غالوب أن 31 ٪ من أفراد العينة يؤيدون اعتماد اليورو ويعارض ذلك 69 ٪. تحول اقتصاد آيسلندا ليعتمد على التنوع في مجال الصناعات التحويلية والخدمات في العقد الماضي بما في ذلك إنتاج البرمجيات والتقنية الحيوية والخدمات المالية. على الرغم من قرار استئناف صيد الحيتان التجاري في عام 2006، فإن قطاع السياحة آخذ في الاتساع بالأخص نحو السياحة البيئية ومشاهدة الحيتان. تعتمد صناعة آيسلندا الزراعية بشكل رئيس على البطاطس والخضروات الخضراء (في الدفيئات) ولحم الضأن ومنتجات الألبان. يستضيف المركز المالي بورغارتون في ريكيافيك عدداً كبيراً من الشركات وثلاثة بنوك استثمارية. تأسست سوق الأسهم المالية الآيسلندية في عام 1985.
تصنف آيسلندا خامسة في مؤشر الحرية الاقتصادية لعام 2006 وفي المرتبة 14 في 2008. تمتلك آيسلندا نظام ضريبة ثابتة. معدل ضريبة الدخل الفردي الرئيسية 22.75 ٪ يضاف إلى ذلك الضرائب البلدية فلا يتجاوز إجمالي الضريبة 35.72٪ كما توجد العديد من الخصومات. معدل ضريبة الشركات 18 ٪ وهو أحد أدنى معدلات الضرائب في العالم. تشمل الضرائب الأخرى ضريبة على القيمة المضافة؛ ألغيت ضريبة الثروة الصافية في عام 2006. قوانين تنظيم العمل مرنة نسبياً. حقوق الملكية قوية وآيسلندا واحدة من البلدان القليلة التي تطبقها على إدارة مصايد الأسماك. يدفع دافعو الضرائب إعانات مختلفة لبعضهم البعض، بشكل مماثل لدول الرفاه الأوروبية الأخرى، ولكن الإنفاق أقل مما هو عليه في معظم البلدان الأوروبية.
على الرغم من انخفاض معدلات الضرائب عموماً، إلا أن الاستهلاك الكلي لا يزال أعلى بكثير من دول مثل [وضح من هو المقصود ؟]. وفقاً لمنظمة التعاون والتنمية الاقتصادية، الدعم الزراعي هو الأعلى بين بلدان المنظمة ويشكل عائقاً أمام التغيير الهيكلي. كما أن الرعاية الصحية والإنفاق على التعليم يعود بعائدات ضئيلة نسبياً وفقاً لمعايير منظمة التعاون والتنمية. قدمت دراسة المنظمة للحالة الاقتصادية لآيسلندا في 2008 توضيحاً لأبرز التحديات في العملة وسياسة الاقتصاد الكلي. برزت أزمة في عملة البلاد في ربيع عام 2008 وفي 6 أكتوبر علق التداول في بنوك آيسلندا حيث عانت الحكومة لإنقاذ الاقتصاد.

### الأزمة الاقتصادية 2008-2010

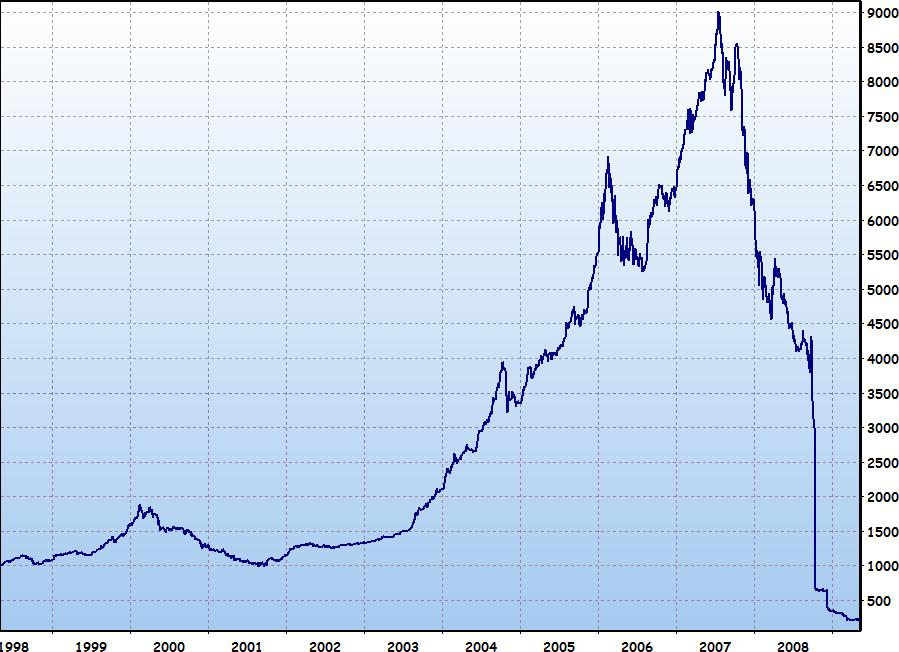
معدلات التداول في سوق آيسلندا للأوراق المالية، ويظهر انهيار السوق جراء الأزمة المالية في أكتوبر 2008

تضررت آيسلندا بشدة من الركود الاقتصادي العالمي في أواخر العقد الأول من القرن الواحد والعشرين، وذلك بسبب فشل النظام المصرفي والأزمة الاقتصادية اللاحقة. قبل انهيار البنوك الثلاث الكبرى في آيسلندا وهي غليتنير ولاندسبانكي وكاوبثينج تجاوزت ديونها مجتمعة حوالي ست مرات الناتج المحلي الإجمالي للبلاد البالغ 14 مليار يورو (19 مليار دولار). في أكتوبر 2008، أقر البرلمان الآيسلندي قانون طوارئ للحد من تأثير الأزمة المالية. استخدمت هيئة الإشراف المالي في آيسلندا الإذن الممنوح لها عبر قانون الطوارئ للسيطرة على العمليات الداخلية للبنوك الثلاثة الكبرى. صرح المسؤولون الآيسلنديون بما في ذلك محافظ البنك المركزي ديفيد اودسون، أن الدولة لا تنوي الاستيلاء على أصول أو ديون تلك البنوك الخارجية. بدلاً من ذلك، أنشئت بنوك جديدة حول العمليات الداخلية لتلك المصارف، وسيعلن إفلاس البنوك القديمة. كانت الأزمة الاقتصادية الآيسلندية مسألة أثارت اهتماماً شديداً في وسائل الإعلام الدولية.
في 28 أكتوبر 2008، رفعت الحكومة أسعار الفائدة إلى 18%، (كانت 7% في أغسطس 2010) وهي خطوة اضطرت الحكومة لاتخاذها للحصول على قرض من صندوق النقد الدولي. بعد رفع سعر الفائدة، استأنفت التجارة بالكرونا الآيسلندية أخيراً في السوق المفتوحة، حيث عادل اليورو الواحد نحو 250 كرونا، أي أقل من ثلث قيمة سعر الصرف خلال معظم 2008 (كان اليورو الواحد يعادل 70 كرونا)، كما كانت انخفاضاً كبيراً عن الأسبوع السابق (حيث كان اليورو الواحد يعادل 150 كرونا). ناشدت آيسلندا بلدان الشمال الأوروبي لحصول على 4 مليارات يورو إضافية من المساعدات لتفادي استمرار الأزمة.
في 26 يناير 2009، انهارت الحكومة الائتلافية بسبب المعارضة العامة لطريقة التعامل مع الأزمة المالية. تشكلت حكومة جديدة يسارية بعد ذلك بأسبوع وعلى الفور قامت بتنحية محافظ البنك المركزي ديفيد اودسون ومساعديه من البنك عبر تعديلات في القانون. عزل أودسون في 26 فبراير 2009.
هاجر الآلاف من الآيسلنديين من البلاد بعد الانهيار حيث انتقل نصف هؤلاء تقريباً إلى النرويج. في 2005، انتقل نحو 293 شخصاً من آيسلندا إلى النرويج، بينما في 2009 كان هذا الرقم 1625 من الآيسلنديين لنفس البلد. في أبريل 2010، نشرت لجنة التحقيق البرلمانية الخاصة نتائج تحقيقاتها  كاشفة مدى مكافحة الاحتيال في هذه الأزمة.

### المواصلات

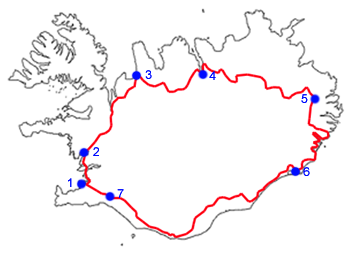
الطريق الحلقي في آيسلندا وبعض المدن التي يمر عبرها:
1.ريكيافيك، 2.بورغارنيس، 3.بلوندوس، 4.أكوريري،
5.إغيلستادير، 6.هوفن، 7.سلفوس

تمتلك آيسلندا مستوى عال من ملكية السيارات للفرد الواحد، بمعدل سيارتين لكل ثلاثة أشخاص. يوجد في البلاد 13,034 كم من الطرق والتي منها 4,617 كم معبدة و8,338 كم ليست كذلك. لا تزال العديد من الطرق غير معبدة حتى هذا اليوم، ومعظمها طرق ريفية قليلة الاستخدام. حدود السرعة على الطرق هي 50 كم / ساعة في المدن، و80 كم / ساعة على طرق الحصى الريفية و90 كم / ساعة على الطرق الثابتة. لا يوجد في آيسلندا حالياً سكك حديدية.
اكتمل إنشاء الطريق الأول أول الطريق الحلقي في عام 1974، وهو الطريق الرئيسي الذي يدور حول آيسلندا ويربط جميع الأجزاء المأهولة من الجزيرة، حيث أن مركز الجزيرة غير مأهول. يبلغ طول هذه الطريق المعبدة 1,337 كم ويوجد فيها مسار واحد في كل اتجاه، باستثناء عندما يقترب من المدن الكبيرة وعند نفق هفالفيوردور حيث توجد ممرات أكثر. يوجد على هذه الطريق العديد من الجسور ولا سيما في الشمال والشرق، وهي من ممر وحيد ومصنوعة من الأخشاب و/ أو الفولاذ.
المحور الرئيسي للنقل الدولي هو مطار كيفلافيك الدولي الذي يخدم ريكيافيك والبلد عمومًا. يبعد المطار 48 كم غرب ريكيافيك. تجري الرحلات الداخلية والرحلات الجوية لغرينلاند وجزر فارو ورحلات رجال الأعمال في الغالب انطلاقاً من مطار ريكيافيك والذي يقع في وسط المدينة. كما أن معظم حركة الطيران العام هي في ريكيافيك. يوجد 103 من المطارات ومهابط الطائرات المسجلة في آيسلندا، ومعظمها غير معبدة وتقع في المناطق الريفية. أكبر مطار في آيسلندا هو مطار كيفلافيك وأكبر مهبط للطائرات هو غيتاميلور وهو حقل يضم أربعة مدرجات يقع حوالي 100 كم شرق ريكيافيك، وهو مخصص حصراً للمنزلقات.

### الطاقة

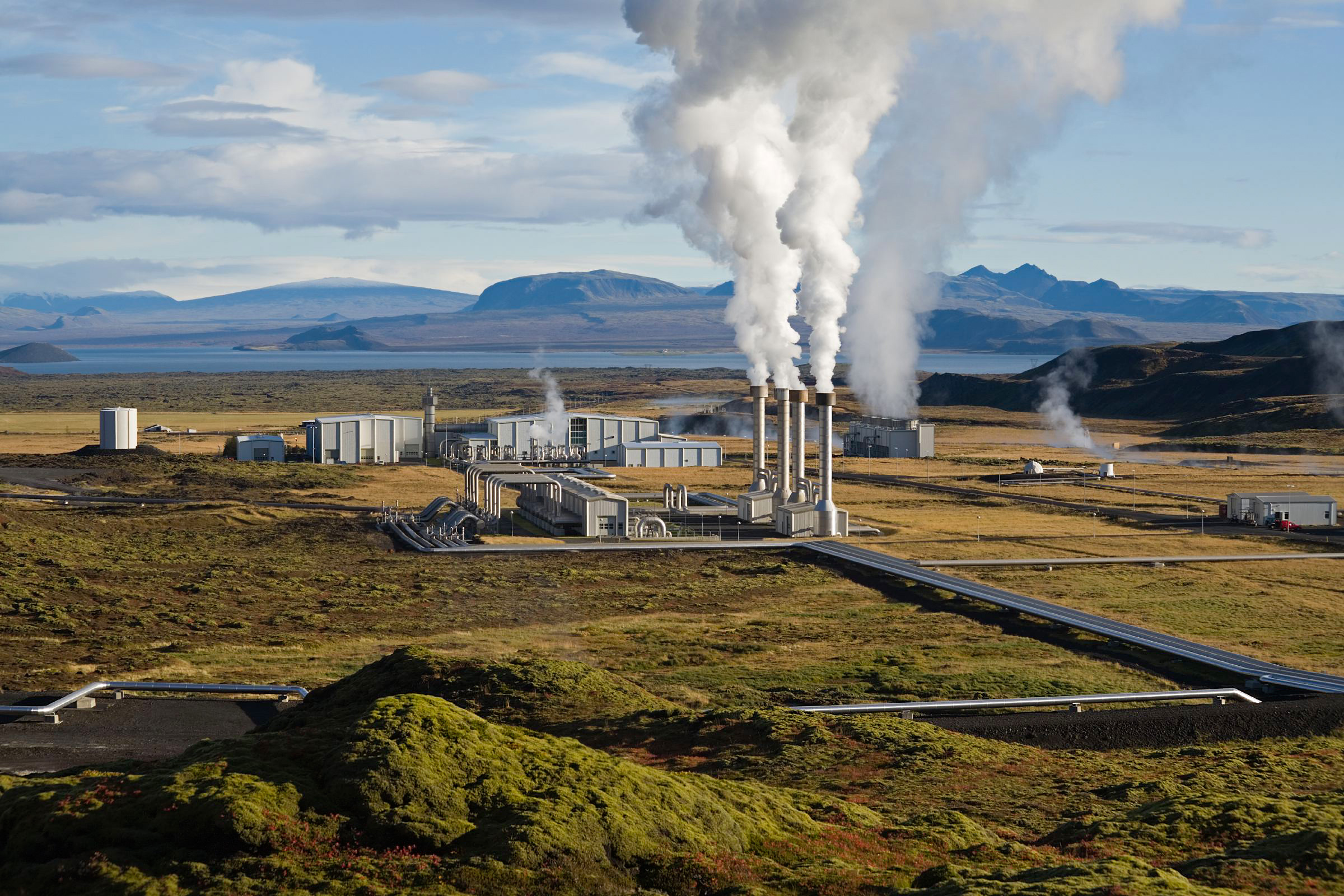
محطة نسيافيلير التي توفر تدفئة المياه لمنطقة ريكيافيك الكبرى. تقريباً كافة احتياجات البلاد من الكهرباء تأتي من الطاقة الحرارية الأرضية.

توفر مصادر الطاقة المتجددة من الطاقة الحرارية الأرضية والمائية كامل الطاقة الكهربائية الآيسلندية،  وحوالي 80 ٪ من الطاقة الكلية التي تحتاجها البلاد  بينما يوفر النفط المستورد ما تبقى حيث يستخدم في النقل وأسطول الصيد. تتوقع آيسلندا أن تكون غير معتمدة في إنتاج الطاقة بحلول عام 2050. تمتلك آيسلندا أكبر محطات توليد الطاقة الحرارية الأرضية في هيليشايدي ونسيافيلير  بينما كارانيوكافيركيون هي أكبر محطات توليد الطاقة الكهرمائية في البلاد.
يطلق الآيسلنديين 10.0 طن مكافئ من غاز ثنائي أكسيد الكربون الدفيئة المسبب للاحتباس الحراري للفرد الواحد وهو أعلى من العديد من الدول الأوروبية. يعزى ذلك جزئياً إلى الاستخدام الواسع لوسائل النقل الشخصية وأسطول الصيد الكبير وعدد من الصناعات الثقيلة (صهر الألمنيوم ومعالجة سبائك الحديد والسيليكون). آيسلندا واحدة من البلدان القليلة التي لديها محطات تعبئة وقود الهيدروجين كما أنها واحدة من بين قلة من الدول القادرة حالياً على إنتاج الهيدروجين بكميات كافية وبتكلفة معقولة وذلك لوفرة مصادر الطاقة المتجددة في آيسلندا.
لا تنتج آيسلندا النفط أو الغاز. في 22 يناير 2009، أعلنت آيسلندا عن الجولة الأولى من التراخيص للشركات الراغبة بإجراء تنقيب والإنتاج في منطقة شمال شرق آيسلندا والمعروفة باسم منطقة دريكي.

## العلم والتعليم

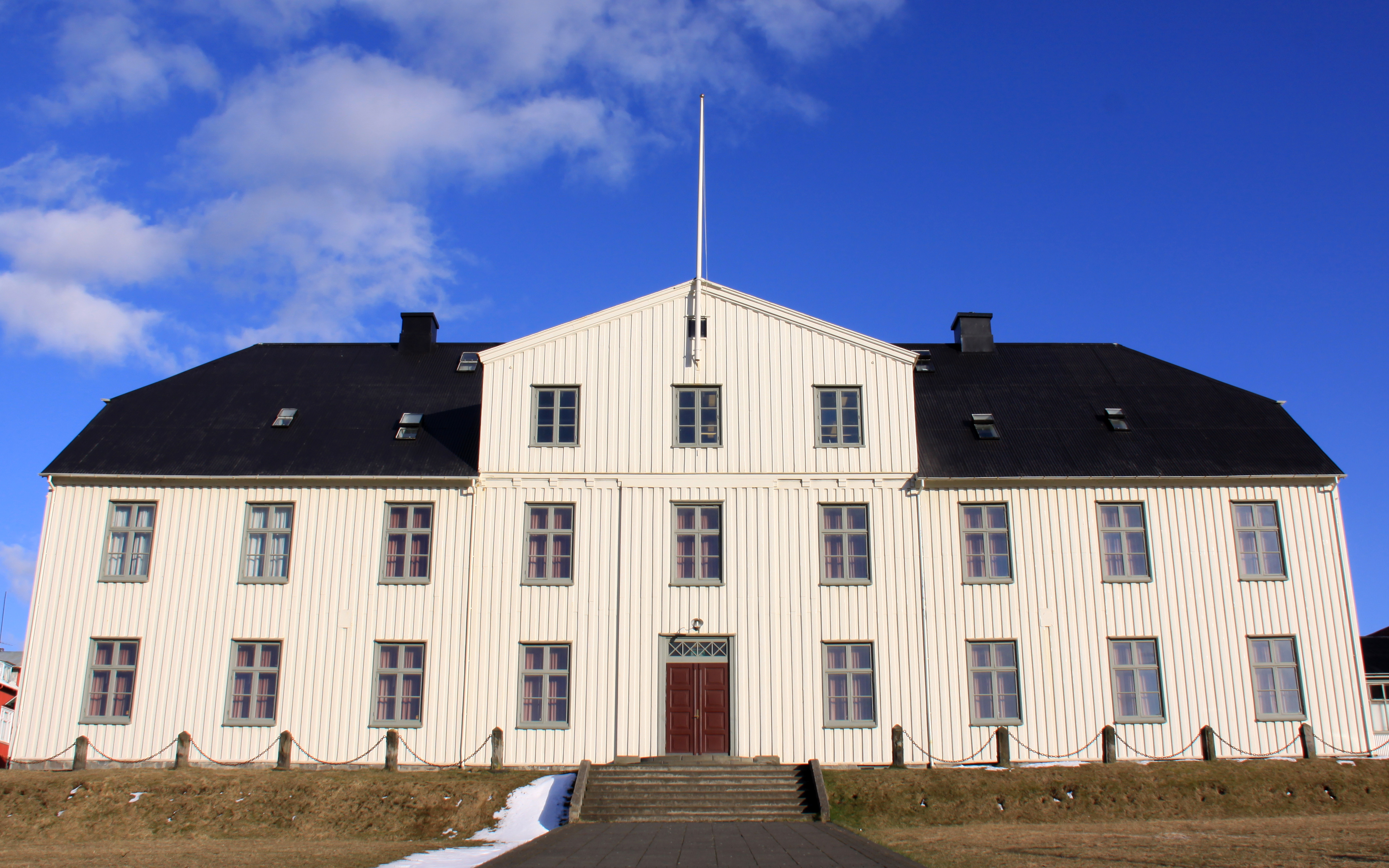
مدرسة ريكيافيك الثانوية في قلب العاصمة، وهي أقدم المدارس الثانوية في البلاد

وزارة التربية والتعليم والعلوم والثقافة هي المسؤولة عن السياسات والأساليب المتبعة في المدارس كما تصدر مبادئ المناهج التوجيهية الوطنية. ومع ذلك يتم تمويل وإدارة دور الحضانة والمدارس الابتدائية والإعدادية من قبل البلديات.
دور الحضانة هي التعليم غير الإلزامي للأطفال الذين تقل أعمارهم عن ست سنوات، وتعد الخطوة الأولى في نظام التعليم. تم تمرير التشريعات الحالية المتعلقة بدور الحضانة في عام 1994. كما أنها مسؤولة عن ضمان توافق المناهج الدراسية وذلك لجعل الانتقال إلى التعليم الإلزامي سهلاً قدر الإمكان.
يضم التعليم الإلزامي التعليم الابتدائي والإعدادي والذي غالباً ما يتم في نفس المدرسة. التعليم إلزامي بموجب القانون للأطفال الذين تتراوح أعمارهم بين 6 و16 سنة. تدوم السنة الدراسية تسعة أشهر بين 21 أغسطس أو 1 سبتمبر وتنتهي بين 31 مايو و10 يونيو. كان الحد الأدنى لعدد أيام الدراسة 170 يوماً ولكن بعد توقيع عقد مرتب المعلمين الجدد ارتفعت إلى 180. تعطى الدروس على خمسة أيام في الأسبوع. يصنف البرنامج الدولي لتقييم الطلبة الذي يجري بالتنسيق مع منظمة التعاون والتنمية الاقتصادية التعليم الثانوي الآيسلندي في المرتبة 27 على مستوى العالم وهو أقل بكثير من متوسط منظمة التعاون والتنمية.
يتبع التعليم الإعدادي التعليم الثانوي. التعليم الثانوي ليس إلزامياً لكنه يحق لجميع من تجاوزوا التعليم الإلزامي. تخضع هذه المرحلة من التعليم لقانون المدارس الثانوية العليا عام 1996. جميع المدارس في آيسلندا مختلطة. أكبر مقر للتعليم العالي هو في جامعة آيسلندا، والتي يقع حرمها الجامعي الرئيسي في ريكيافيك الوسطى. من المدارس الأخرى التي تقدم مستوى تعليم جامعي جامعة ريكيافيك وجامعة أكوريري وجامعة بيفروست.
حلّت آيسلندا في المركز 20 في مؤشر الابتكار العالمي عامي 2022 و2023، وتراجعت للمركز 22 في مؤشر 2024.

## الثقافة
تعود جذور الثقافة الآيسلندية إلى التقاليد الإسكندنافية، الأدب الآيسلندي شعبي ولا سيما في الساغا والإدا التي كتبت في أواسط وأواخر العصور الوسطى. يركز الآيسلنديون نسبياً على الاستقلال والاكتفاء الذاتي. في تحليل للرأي قامت به لجنة من المفوضية الأوروبية يجد أكثر من 85 ٪ من الآيسلنديين أن الاستقلال «مهم جداً» وهو ما يتناقض مع متوسط دول الاتحاد الأوروبي الخمس وعشرون حينها عند 53 ٪ و47 ٪ للنرويجيين و49 ٪ للدنمركيين.
بعض المعتقدات التقليدية لا تزال قائمة حتى اليوم، وعلى سبيل المثال، يعتقد بعض الآيسلنديين بوجود الأقزام أو أنهم لا يرغبون في استبعاد وجودهم.
تعتبر آيسلندا تقدمية فيما يتعلق بحقوق المثليين. في عام 1996، أصدر البرلمان الآيسلندي تشريعاً لإنشاء شراكات مسجلة للمثليين تغطي ما يقرب من جميع حقوق ومزايا الزواج. في 2006، مررت تشريعات أخرى بالإجماع في البرلمان تمنح الأزواج المثليين نفس حقوق الأزواج غير المثليين في التبني والأبوة والأمومة والمساعدة في التلقيح. في 11 يونيو 2010، عدل البرلمان الآيسلندي قانون الزواج، مما جعل من الزواج محايد الجنس معرفاً إياه بين شخصين وبالتالي أضفى الشرعية على زواج المثليين. جرى تطبيق القانون في 27 يونيو 2010. كما عنى التعديل على القانون أيضاً إلغاء الشراكات المسجلة للمثليين حين يكون الزواج الخيار الوحيد كما هو الحال مع غير المثليين.

### الأدب

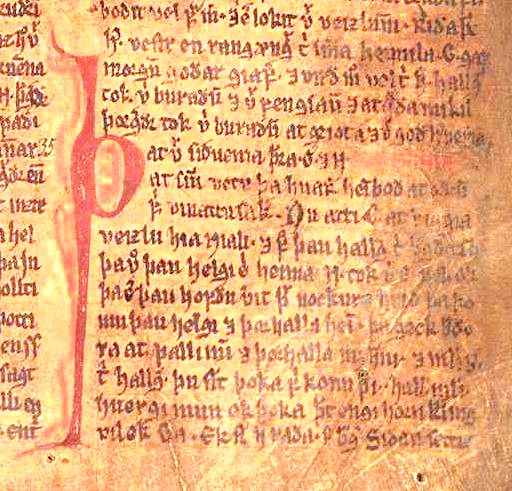
مثال من ساغا برنو نيالز.

تعد الساغا من أشهر الأعمال الأدبية الكلاسيكية الآيسلندية المعروفة حيث تعود ملاحمها النثرية إلى عصر الاستيطان. أكثرها شهرة هي ساغا نيالز وهي ملحمة تروي عداء دموياً، أما ساغا غرونلندينغا وساغا آيريكس فتصفان اكتشاف واستيطان غرينلاند وفينلاند (نيوفاوندلاند الحالية). من بين الساغات المشهورة الأخرى، ساغا إغليس وساغا لاكسديلا وساغا غريتيس وساغا جيسلا وساغا غونلاوغس وأورمستونغو.
نشرت ترجمة للكتاب المقدس في القرن السادس عشر. تضم المؤلفات الهامة بين القرنين الخامس عشر والتاسع عشر آيات مقدسة من أشهرها تراتيل الآلام لهالغريمور بترسون وقصائد ريمور. نشأت قصائد ريمور في القرن الرابع عشر واكتسبت شعبيتها في القرن التاسع عشر، عندما جرى تطوير أشكال أدبية جديدة على يد الكاتب الرومانسي الوطني النافذ يوناس هالغريمسون. في الآونة الأخيرة، أنتجت آيسلندا العديد من الكتاب، ويمكن القول أن هالدور لاكسنس من أشهرهم حيث نال جائزة نوبل للآداب في 1955. كما كان ستاين ستاينار شاعراً حداثياً مؤثراً.

### الفن

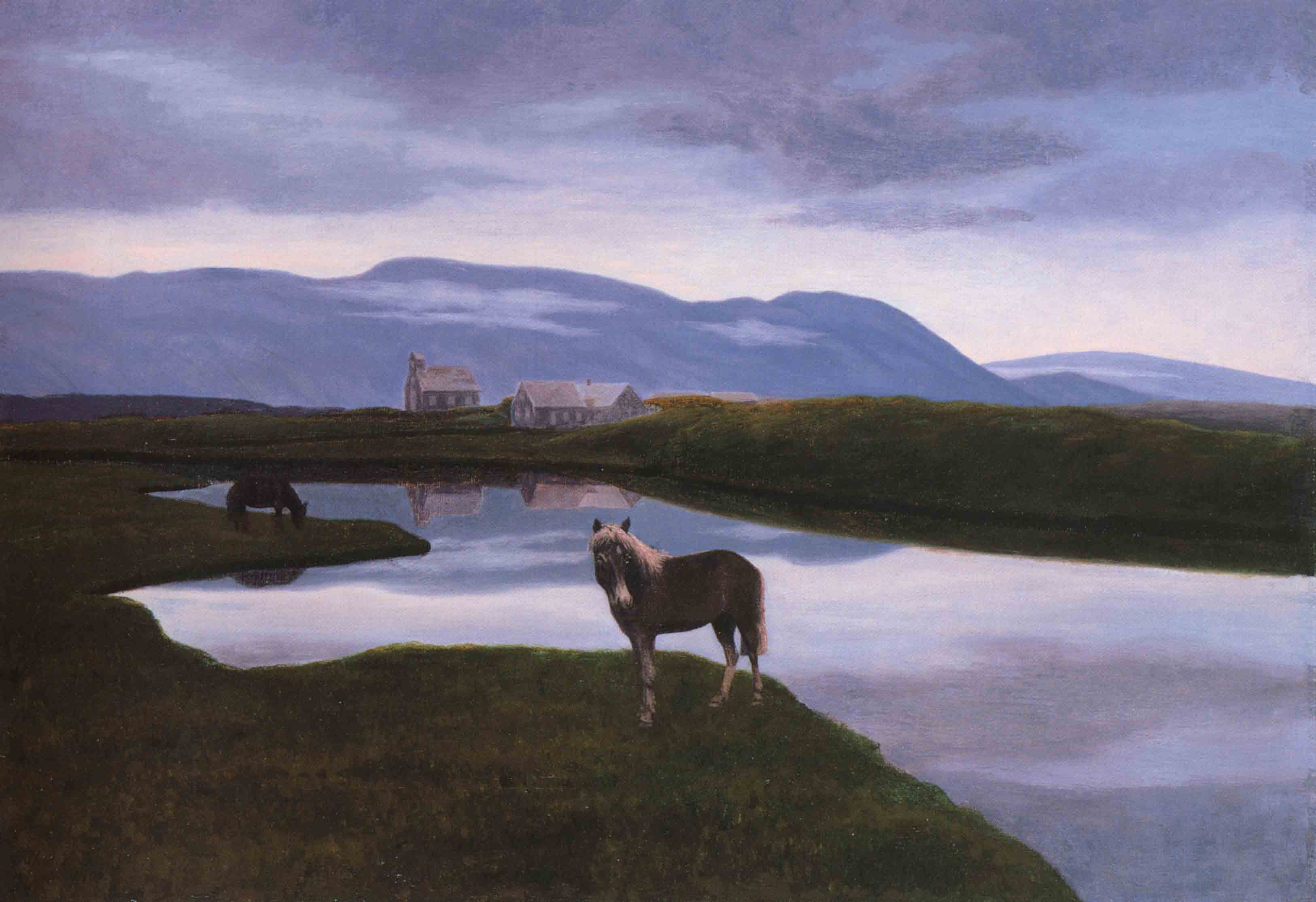
ثينغفيلير بريشة ثورارين ثورلاكسون، أول فناني آيسلندا المعاصرين

يمكن ربط تصوير الرسامين الآيسلنديين للمشاهد الطبيعية الآيسلندية بالحركة القومية والدعوة للحكم الذاتي والاستقلال التي كانت نشطة جداً في تلك الفترة.
يمكن تعقب الفن الآيسلندي المعاصر إلى أعمال ثورارين ثورلاكسون والذين عاد إلى آيسلندا بعد أن خضع لدورة تدريبية في أواخر القرن التاسع عشر في كوبنهاغن، ليقوم بالرسم وعرض أعماله من عام 1900 حتى وفاته في 1924، حيث قام على وجه الحصر تقريباً بتصوير المناظر الطبيعية الآيسلندية. درس العديد من الفنانين الآيسلنديين في الأكاديمية الملكية الدنماركية للفنون في ذلك الوقت، بما في ذلك أسغريمور يونسون والذي جنباً إلى جنب مع ثورارين خلق صورة مميزة للمشهد الآيسلندي بأسلوب رومانسي طبيعي. بينما سار الفنانون الآخرون الذي قاموا بتصوير المشهد الطبيعي الآيسلندي على خطى ثورارين وأسغريمور. من بين هؤلاء كان يوهانس كيارفال ويوليانا سفينزدوتير. يعرف كيارفال بالأخص بتقنياته المتميزة في تطبيق الألوان التي طورها خصيصاً لتصوير الصخور البركانية المميزة للبيئة الآيسلندية. اينار هاكونارسون رسام تعبيري ورمزي حيث يعتبر من قبل البعض أنه من أعاد الرمز إلى الفن الآيسلندي. في الثمانينات من القرن الماضي، عمل العديد من الفنانين الآيسلنديين في موضوع اللوحات الجديدة.

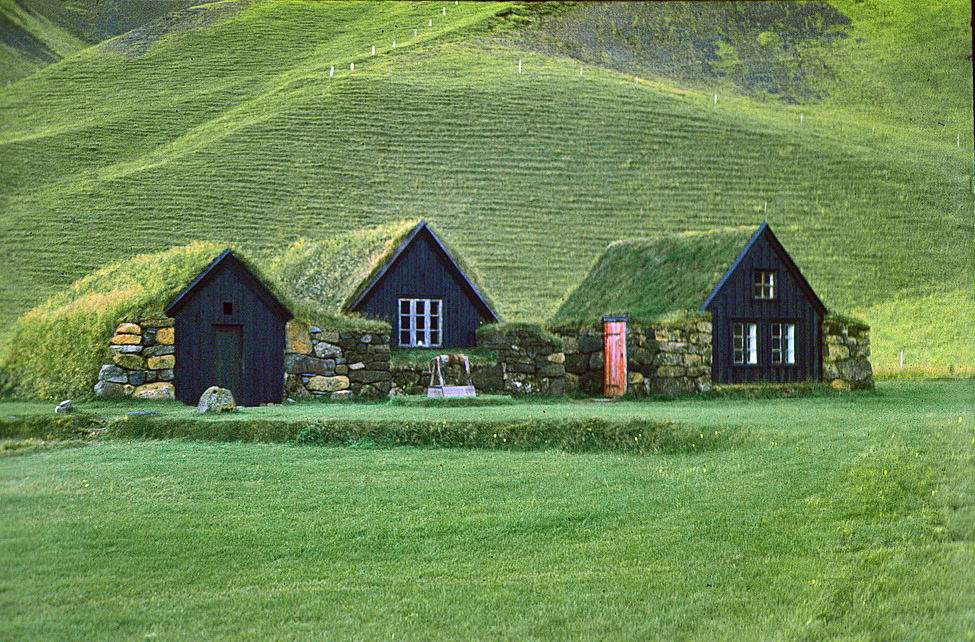
المنازل الآيسلندية التقليدية مغطاة بالعشب. حتى القرن العشرين، عاش أغلب الآيسلنديين في الريف.

ازدهر الفن في في السنوات الأخيرة حيث تحول المشهد الفني الآيسلندي ليصبح مسرحاً للعديد من المعارض والمشاريع الضخمة. تعد صالة كلينغ أوغ بانغ والتي تحولت إلى مجمع استوديو ومعرض كلينك أوغ بانك جزءاً كبيراً من هذا الاتجاه من المعارض والمشاريع والمساحات ذاتية التنظيم. أكبر المعارض والمتاحف في البلاد هي متحف الفن الحي ومتحف الفن البلدي في ريكيافيك ومتحف ريكيافيك الفني والمتحف الآيسلندي الوطني.
تعود العمارة الآيسلندية إلى التأثيرات الإسكندنافية وبسبب ندرة الأشجار الأصلية تغطى البيوت التقليدية بالعشب.

### الموسيقى
ترتبط الموسيقى الآيسلندية بموسيقى البلدان النوردية، وتشمل الموسيقى الإلكترونية الحيوية وموسيقى البوب والفولك، بما في ذلك فرقة موسيقى العصور الوسطى فوسز ثوليس فرقة الروك البديل شوغر كيوبس والمغنين من أمثال بيورك وإميليانا توريني وسيغور روس. يدعى النشيد الوطني الآيسلندي لوفسونغور من تأليف ماتياس يوكومسون وتلحين سفينبيورن سفينبيورنسون.

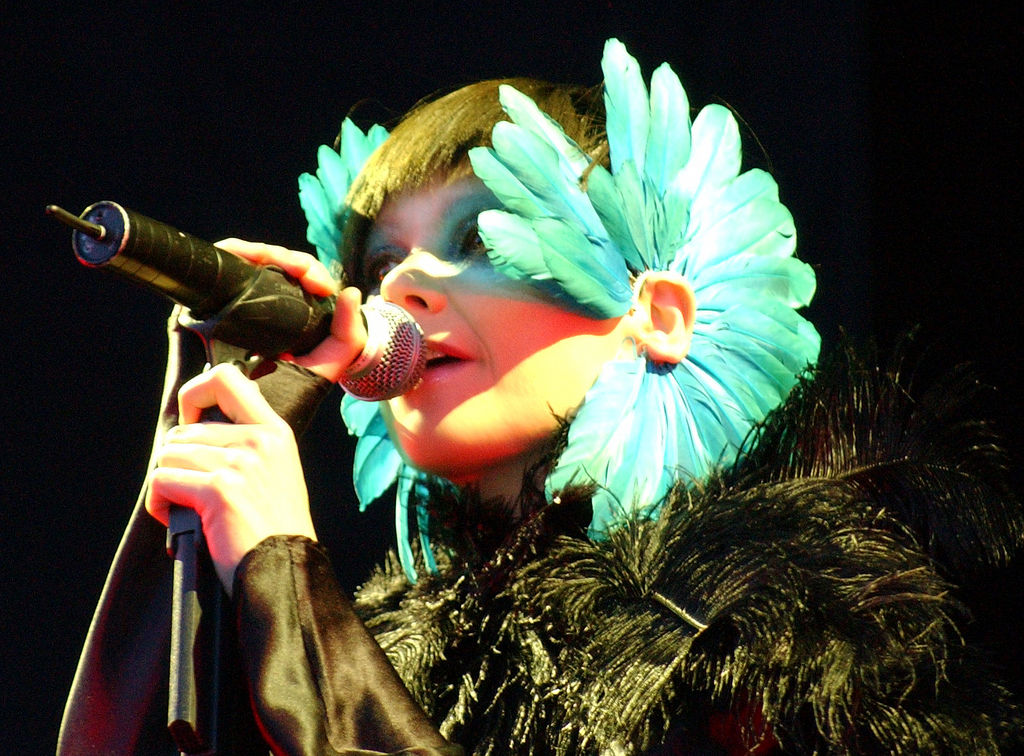
المغنية بيورك، إحدى أشهر الآيسلنديين.

الموسيقى الآيسلندية التقليدية ذات طابع ديني قوي. قام هالغريمور بترسون بكتابة العديد من التراتيل البروتستانتية في القرن السابع عشر. بينما جرى تحديث الموسيقى الآيسلندية في القرن التاسع عشر، عندما جلب ماغنوس ستيفنسن الأورغن ذا الأنابيب والذي تلاه الهارمونيوم.
من التقاليد الآيسلندية الحيوية الأخرى الموسيقى والجناس اللفظي والقصص الملحمية التي تدعى ريمور. الريمور هي حكايات ملحمية وعادة أكابيلا والتي يمكن الرجوع بها الشعر السكالدي، وذلك باستخدام استعارات معقدة وقافية مفصلة. أفضل شعراء ريمور المشهورين من القرن التاسع عشر كان سيغوردور بريدفيورد (1798-1846). بدأت حركة إعادة إحيائها الحديثة في 1929 مع تشكيل منظمة آيدون.
تضم الموسيقى الآيسلندية المعاصرة مجموعة كبيرة من الفرق الموسيقية والتي تتراوح بين فرق البوب روك مثل فرقة بانغ غانغ وكاراشي وأمينا إلى المغنين المنفردين مثل بوبي مورثينز وميغاز وبيورغفين هالدورسون. الموسيقى المستقلة أيضاً قوية جداً في آيسلندا بوجود فرق مثل مووم وسيغور روس وأيضاً فنانين من أمثال إميليا توريني وموغيسون.
حقق العديد من الفنانين والفرق الآيسلندية نجاحاً كبيراً على الصعيد الدولي، وعلى الأخص بيورك وسيغور روس ولكن أيضاً كاراشي وهيرا وأمبوب ومينوس وموم. يمكن القول بأن مهرجان الموسيقى الرئيسي هو آيسلاند إيرويفز وهو حدث سنوي على الساحة الموسيقية الآيسلندية حيث تحتل الفرق الآيسلندية والأجنبية أندية ريكيافيك لمدة أسبوع.

### الإعلام

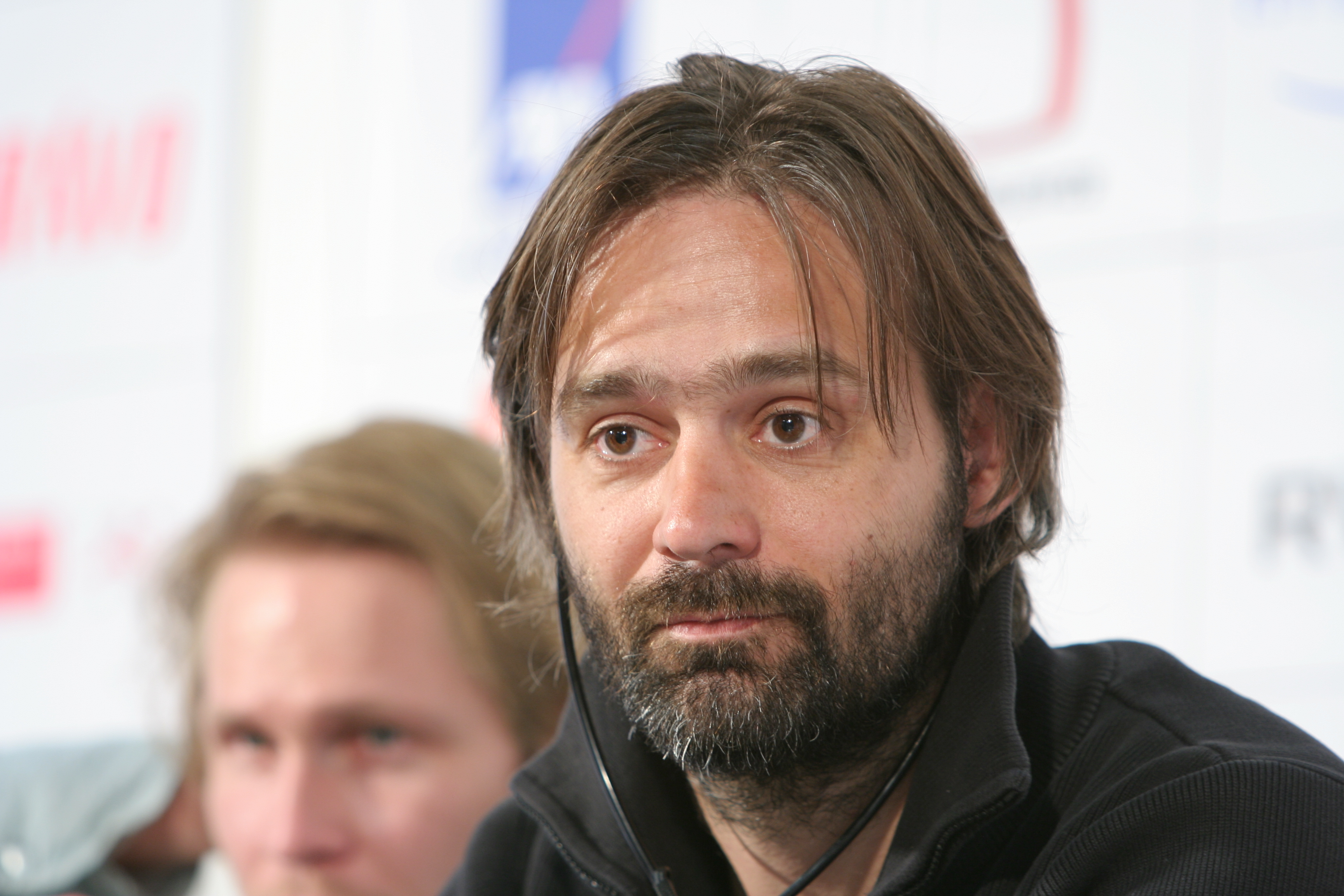
المخرج الآيسلندي بالتاسار كورماكور الذي يشتهر بافلامه 101 ريكيافيك وجار سيتي.

أكبر محطات التلفزيون في آيسلندا هي محطات سيونفاربيد التي تديرها الدولة وستود 2 وسكيار آين وآي إن إن المملوكة للقطاع الخاص. توجد محطات أخرى أصغر وأكثرها محلي. يغطي البث الإذاعي جميع أنحاء البلاد، بما في ذلك بعض أجزاء المناطق الداخلية. المحطات الإذاعية الرئيسية هي رأس 1 وراس 2 وبيلغيان. أما الصحف اليومية فهي مورغونبلاديد وفريتابلاديد. أكثر مواقع الإنترنت شعبية هي مواقع الأخبار Vísir وMbl.is الإلكترونية.
آيسلندا مقر ليزي تاون وهو برنامج تلفزيوني للأطفال أنشأه ماغنوس شيفينغ. أصبح البرنامج ذا شعبية كبيرة للأطفال والكبار ويعرض في أكثر من 100 بلد، بما في ذلك المملكة المتحدة والأمريكتين والسويد. تقع استوديوهات ليزي تاون في غاردابير.
الممثلة أنيتا برايم آيسلندية وتشتهر بأدائها في مسلسل ذا تيودورز لقناة شوتايم. مثلت برايم أيضاً دور البطولة في الفيلم رحلة إلى مركز الأرض الذي صورت بعض مشاهده في آيسلندا عام 2008.
في 17 يونيو 2010، أقر البرلمان قانون حماية حقوق حرية التعبير وهوية الصحفيين والمخبرين، وهو أقوى قانون لحماية الصحافة في العالم.

### المطبخ

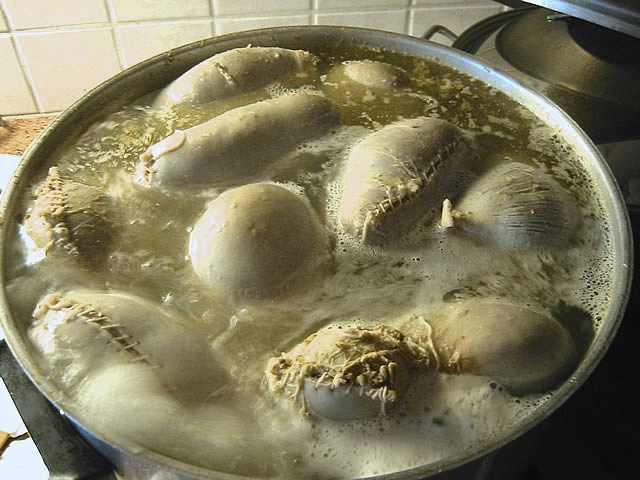
نقانق الكبد الآيسلندية

يعتمد المطبخ الآيسلندي على الأسماك والضأن ومنتجات الألبان، ثوراماتور هو مجموعة مختارة من المطبخ التقليدي التي تتألف من العديد من الأطباق، وتستهلك عادة في شهر ثوري، الذي يبدأ في أول جمعة بعد 19 يناير. تشمل الأطباق التقليدية أيضاً سكير وبيض الخروف المقدد والقرش المقدد ورأس الخروف المدخن والبودينغ الأسود. أحد أكثر الأطباق تقليدية يدعى هاكارل ويتألف من رأس سمك القرش والذي يدفن تحت الأرض ليتخمر لعدة أشهر، ثم يستهلك بحذر شديد.

### الرياضة

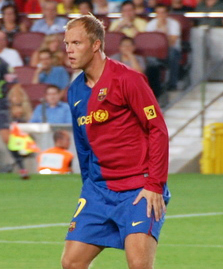
إيدور غوديونسون أشهر لاعبي كرة القدم الآيسلنديين.

تمثل الرياضة جزءاً هاماً من الثقافة الآيسلاندية. الرياضة الشعبية الأساسية في آيسلندا هي لعبة جليما، وهي نوع من أنواع المصارعة يعتقد أن أصولها ترجع إلى العصور الوسطى.
الرياضات الشعبية الأخرى هي كرة القدم وألعاب القوى وكرة السلة وكرة اليد، هذه اللعبة الأخيرة يشار إليها بأنها رياضة وطنية، حيث فريق آيسلندا أحد فرق القمة في تلك اللعبة عالمياً. بينما تقوم لاعبات كرة القدم بأداء جيد مقارنة بحجم البلد حيث يحتل الفريق الوطني لكرة قدم السيدات المركز الثامن عشر في تصنيف الفيفا. كذلك أدت الطبيعة الجبلية للبلاد إلى انتشار رياضات تسلق الجبال والرياضات الشتوية. كذلك تحوز آيسلندا على أكثر عدد من ألقاب مسابقة أقوى رجل في العالم حيث فازت تلك الدولة باثني عشر لقباً يتناصفها ماجنوس فير ماجنسّون ويون بال سيجمرسون.
أما عن أقدم اتحاد رياضي في آيسلندا، فإن اتحاد ريكيافيك للصيد هو الأقدم حيث تأسس عام 1867. أصبحت رياضة الصيد بالبنادق من أكثر الرياضات شعبية في القرن التاسع عشر، حيث حصلت على تأييد واسع من السياسيين وغيرهم ممن دعموا الاستقلال. لا يزال الصيد بالبنادق شائعًا ويمارس بالأسلحة الصغيرة في كامل البلاد.

## اقرأايضا
- قرية ارنارستابي

## وصلات خارجية
- موقع آيسلندا الرسمي
- موقع الحكومة الآيسلندية
- صور من آيسلندا